# Poll (Köln)
Poll ist ein am Rhein, südöstlich der Innenstadt, liegender rechtsrheinischer Stadtteil von Köln, der zusammen mit Deutz 1888 nach Köln eingemeindet wurde. Seit der kommunalen Neugliederung im Jahre 1975 bildet Poll den einzigen Stadtteil aus dem ehemaligen Kölner Stadtgebiet, der seitdem vom Stadtbezirk Porz verwaltet wird. Der Stadtbezirk Porz war zeitgleich weitgehend aus dem Gebiet der ehemaligen Stadt Porz geschaffen worden.

## Lage

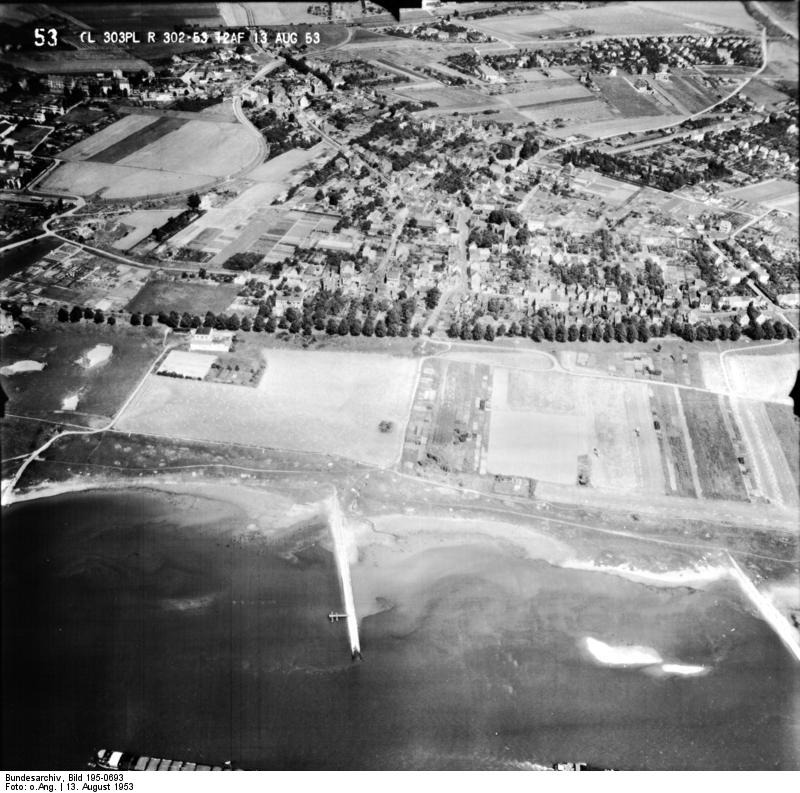
Luftaufnahme des Ortskernes von Poll mit Rheinwiesen aus dem Jahr 1953

Poll grenzt im Norden entlang des Eisenbahndammes von der Südbrücke nach Kalk an Deutz, südlich begrenzt die A 4 mit der Rodenkirchener Autobahnbrücke den Stadtteil zu Westhoven. Der auf Westhovener Gebiet liegende Teil des Weidenwegs bis einschließlich des Campingplatzes Wiesenhaus gehört mit der PLZ 51105 postalisch zu Poll. Östlich wird der Ort mit Ausnahme des Gremberger Wäldchens von der A 559 zu Humboldt/Gremberg begrenzt und westlich verläuft der Rhein, der die Grenze zu den linksrheinischen Stadtteilen Bayenthal und Marienburg bildet.

## Geschichte

### Der Name
Die Herleitung des Namens „Poll“ ist unklar. Erstmals erwähnt wurde der Ort in einer Schenkungsurkunde des Kölner Erzbischofs Heribert vom 1. April 1003 in der Form Polla. Eine Veröffentlichung aus dem Jahre 1913 enthält die Vermutung, dass sich der Name von holländisch Poel, für Polder (eingedeichtes oder angeschwemmtes Land) oder von Pöhl (Wassertümpel, Pfuhl) herleitet. Für Pöhl spricht, dass sich am Rhein und östlich von Poll wassergefüllte Tümpel befanden. Ebenso kann er sich von Boll (Hügel) ableiten, denn bei Hochwasserkatastrophen ragte der Hügel Auf dem Sandberg aus den Fluten hervor, selbst wenn das Umland im weiten Umkreis überschwemmt war.

### Die Anfänge
Die erste historisch nachweisbare Besiedlung der Gegend um Poll und Rolshoven scheint in der Jungsteinzeit um 4000 bis 2000 vor Christus erfolgt zu sein. Dies wird aus dem Fund von „Scherben mit Tiefstichverzierung“ in Porz-Westhoven hergeleitet. Der älteste Fund unmittelbar in Poll lässt sich in die Bronzezeit (2000–1000 v. Chr.) datieren.
In römischer Zeit vertrieben die Römer die Germanen in einem breiten Streifen vom rechten Rheinufer und betrachteten dies als Sicherheitszone. Nachdem von den Römern um 310 das Kastell Deutz gegründet worden war, begann von dort aus auch wieder eine Wiederbesiedlung des rechten Rheinufers, wahrscheinlich auch im Bereich von Poll. Die Franken stürmten 454 Köln und siedelten auch in Poll. Hiervon zeugen fränkische Gräber.
Im Jahr 1003 wurde Poll erstmals urkundlich erwähnt, als Poller Fischer vom Kölner Erzstift die Fischereigerechtsame (Nutzungsrecht an einem bestimmten Gewässerabschnitt) von Poll bis zur Deutzer Pfarrkirche pachteten. Später wurden die Fischereirechte von dem Stift St. Maria im Kapitol zu Köln, der Abtei Deutz und dem Deutzer Amtmann wahrgenommen. Den Einwohnern Polls war der Fang mit dem Hehnetz zugestanden. Die Poller waren über Jahrhunderte hinweg Lieferanten für landwirtschaftliche Produkte, insbesondere Milch und Fisch. Besonders bekannt war der Poller Maifisch, eine Heringsart, die in den Monaten April und Mai zur Eiablage rheinaufwärts schwamm. Auch wurden gute Fangergebnisse mit Salm erzielt. Den „besten Fang seit Menschengedenken“ machten die Poller am 23. April 1878 „mit 183 Maifischen in einem Netzzug“. Ab und zu wurde auch ein Stör gefangen (z. B. 1876 435 Pfund schwer) und dann eine Woche lang gegen Entgelt am Rhein ausgestellt. Die Poller Fischerfrauen waren bekannt für ihren Marktschrei: „Freesche Maifeesch, Freesche Maifeesch“. Die berufsmäßige Fischerei wurde 1938 in Poll eingestellt.
Zumindest auf einem Rheinhang an der Weingartengasse wurde – wie an vielen Stellen im Kölner Raum – bereits 1326 Wein angebaut, im Laufe der Jahrhunderte aber eingestellt.
Auf den Wiesen am Rhein unmittelbar unterhalb Polls wurde im nördlichen Teil Viehhaltung betrieben, während der südliche Teil unter den Einwohnern aufgeteilt wurde. Auf den Poller Wiesen im heutigen Gebiet des Stadtteils Deutz wurde Holznutzung mit Weiden und Pappeln betrieben. Die Poller Milchmädchen lieferten die Produkte bis 1880 überwiegend mit Nachen über den Rhein bzw. später mit Karren und Fuhrwerken, die von Eseln, Mauleseln, Pferden und zeitweise auch Hunden gezogen wurden, in die Stadt. Ähnlich wurden auch die Fische nach Köln transportiert und sowohl auf den Märkten als auch in den Veedeln direkt verkauft. Die Fischer in Poll waren in sogenannten „Gezauen“ (von zehen, ziehen) organisiert, d. h. Gruppen zu je 8 Mann, die sich täglich im Fang abwechselten. Es gab bis zu 10 Gezaue in Poll, ab 1900 nur noch 2 bis 3.

### Bedeutung für Köln
Poll war aufgrund seiner Lage bedeutsam für Köln. Hier bestand über Jahrhunderte hinweg die Gefahr eines Rheindurchbruchs mit einer wahrscheinlichen Verlagerung des Flussbetts nach Osten. Die Dämme, die den Strom in seinem Bett halten sollten, wurden ab ca. 1200 systematisch angelegt, aber immer wieder durch die Rheinfluten zerstört. Von 1400 an wurden sie erheblich verstärkt, da die Stadt Köln das Recht der Pflege erhielt. Als erneut die Gefahr eines Durchbruchs bestand, nahm die Stadt das Ufergelände in Erbpacht und baute die Anlagen (die sogenannten Poller Köpfe), nach der großen Überschwemmung von 1477 im Jahre 1479 aus. Ohne die Poller Köpfe hätte Köln möglicherweise seine Bedeutung als wichtige Hafenstadt am Rhein verloren. Daher gab es auch außerhalb Kölns Interessen, den Rhein umzuleiten, z. B. im Jahr 1479 durch Zerstörung der Poller Köpfe.

### Poller Wappen

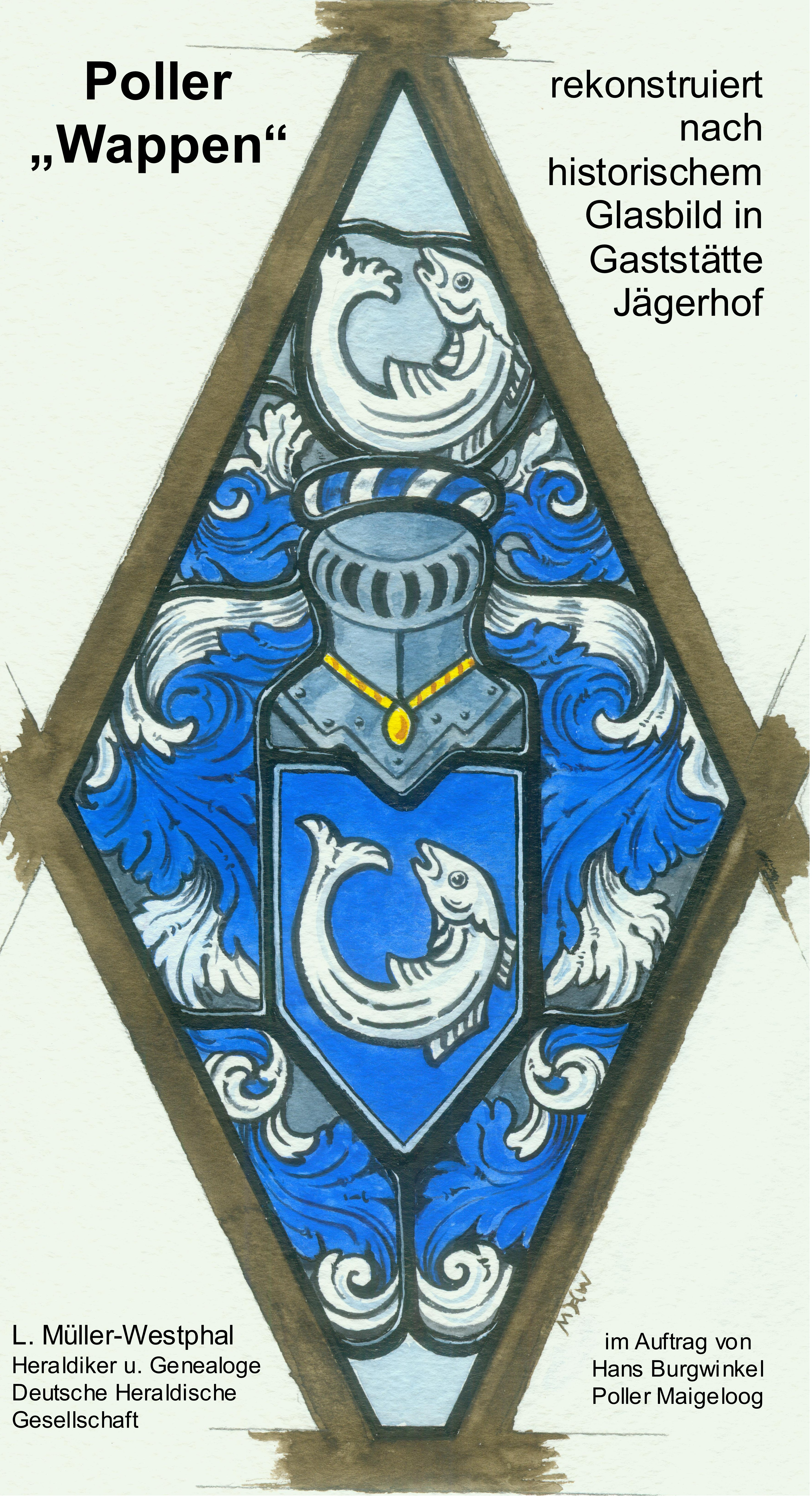
Wappen Poll aus Glasbild rekonstruiert

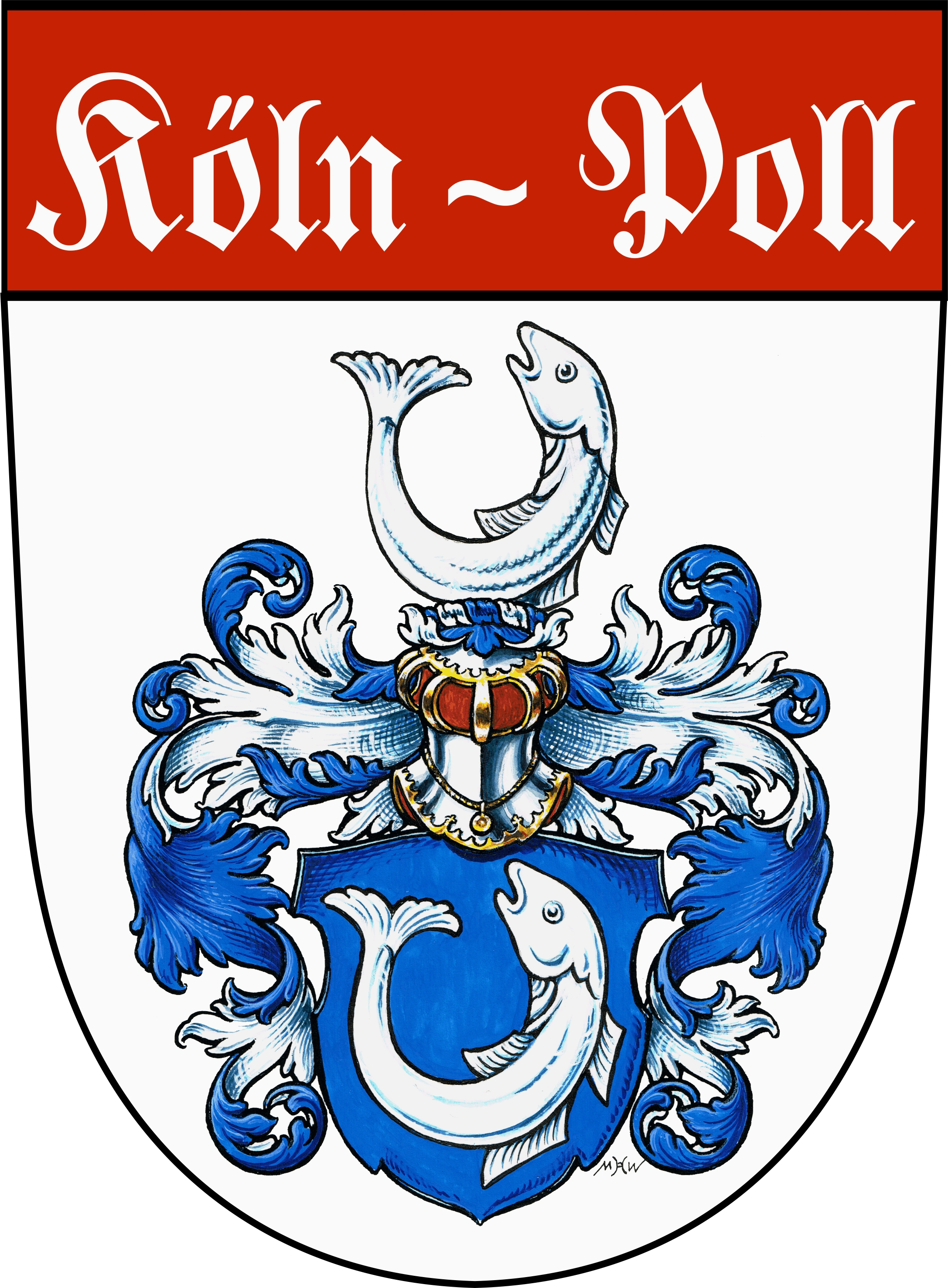
„Wappen“ (nicht-amtlich) von Köln-Poll, rekonstruiert und vervollständigt nach einem Wappen auf einem historischen Glasbild von 1914

In Poll sind mehrere wappenartige Abbildungen im Gebrauch. Geschichtlich ist allerdings bislang kein offizielles „Poller Wappen“ bekannt. Als kleines Bauern- und Fischerdorf, das zu Deutz gehörte, gab es nie eine offizielle Institution in Poll, die berechtigt gewesen sein könnte, ein Ortswappen zu kreieren und zu führen.
Als potentielle Wappenträger für Poll kommen hauptsächlich die Pächter der Bauernhöfe in Betracht, beginnend im Jahre 1364. Insbesondere gab es ein Geschlecht „von Poll“, das seit 1326 immer wieder erwähnt wird. Diese führten zwar Siegel und demnach auch ein Wappen, aber über ein Wappen mit einem Maifisch ist nichts bekannt – dies war auch angesichts gesellschaftlicher Regeln im Kölner Raum zum damaligen Zeitpunkt nicht standesgemäß. Das Siegel von Johannes von Poll (Joh. de Poll), einem Priester von St. Maria im Kapitol, wird erstmals am 6. Juli 1340 erwähnt; Heinrich van Polle wird als wepelink (Wappenträger) ab 1404 erwähnt. Infolge des Einsturzes des Kölner Stadtarchivs sind Dokumente über diese Siegel zurzeit nicht verfügbar.
2008 wurde in einem Foto eines Glasbildes des Jägerhofs aus dem Jahr 1914 ein Wappen identifiziert. Der Erbauer des Jägerhofs, Joseph Bietmé–Bartholomé, kann anhand der sonstigen Ausstattung des Jägerhofes nicht als Erfinder Poller Insignien angesehen werden, allerdings versuchte er sich seinerzeit bereits als Gestalter eines Poller Heimatmuseums. Das ehemals in einer Tür als Glasmalerei eingebaute Wappen besteht aus dem eigentlichen Wappen(schild) mit dem gekrümmten Maifisch. Der Wappenschild wird zum sog. Vollwappen durch die oberen und seitlichen Ergänzungen, dem Helm mit Helmzier und den Helmdecken. Oben auf dem Helm ist das Wappenmotiv, der Maifisch, wieder aufgenommen, allerdings in räumlicher Darstellung. In der Schrift des rheinischen Kunsthistorikers Johannes Krudewig Jägerhof, das Heimatmuseum Polls wurde es 1930 erstmals erwähnt. Erstaunlich ist, dass es bis zum Zweiten Weltkrieg keine anderen bekannten Wappen mit Poller Motiven gegeben zu haben scheint. Dies spricht für die Relevanz des in den Kriegswirren verschollenen Wappen im Jägerhof. Der Betreiber des Poller Heimatmuseums, Hans Burgwinkel, ließ das historische Wappen von einem Wappenkundler und in Absprache mit dem Kölner Stadtarchiv farbig rekonstruieren und als neuzeitliches Wappen gestalten. Daraus entstanden u. a. Aufkleber und Poll-Fahnen.

#### Neuzeitliche Wappen
- 1952 sind im Königsbanner der St. Hubertusbruderschaft ein Fischer und ein Milchmädchen zu sehen, die das Kölner Wappen halten. Der Fischer hält einen symbolischen Trätschhahmen, eine bestimmte Art von Senknetz, ins Wasser.
- Auf einem Heimatbuch von 1978 sind ebenfalls ein Poller Fischer und ein Milchmädchen zu sehen, die sich auf das Kölner Stadtwappen stützen, wobei der Fischer den Trätschhamen aufrecht hält.
- Ein ähnliches Wappen benutzt die SPD Poll, wobei sich der Trätschhamen zu einem runden Korb gewandelt hat.[13]
- 2003 kreierte Dieter Heinecke, Vorsitzender des Bürgervereins Poll, privat ein sog. Poller Bürgerwappen „unter heraldischen Gesichtspunkten“ mit Kölner Stadtwappen, Milchmädchen, Esel, Fischer mit sackartigem Netz an einer Stange und einem Boot im Rhein sowie dem kurkölnischen Wappenkreuz.[14]

## Bevölkerungsstatistik
Struktur der Bevölkerung von Köln-Poll (2021):
- Durchschnittsalter der Bevölkerung: 45,0 Jahre (Kölner Durchschnitt: 42,3 Jahre)
- Ausländeranteil: 14,0 % (Kölner Durchschnitt: 19,3 %)
- Arbeitslosenquote: 7,5 % (Kölner Durchschnitt: 8,6 %)

## Infrastruktur

### Verkehr
Poll ist über drei Autobahnanschlüsse an die Bundesautobahn 4 bzw. Bundesautobahn 559 angebunden. Die Stadtbahnlinie der KVB 7 hat in Poll 4 Haltestellen (Baumschulenweg, Poll Salmstraße, Raiffeisenstraße, Poller Kirchweg), ebenso verkehrt die Buslinie 159 durch Poll. Sie fährt vom Schüttewerk über Poll Salmstraße in Richtung Kalk. Das Gewerbegebiet „Am Grauen Stein“ mit der TÜV-Akademie wird durch die Linie 196 angeschlossen. Zu Messezeiten fahren Pendelbusse zwischen Messeparkplatz 13/Verkehrsübungsplatz und Messe.
| Linie | Verlauf / Anmerkungen | Takt (Mo–Fr)                                                       |
| ----- | --- | ------------------------------------------------------------------ |
| 7     | Frechen-Benzelrath – Frechen – Marsdorf – Lindenthal – Aachener Str./Gürtel – Moltkestraße – Rudolfplatz – Neumarkt – Heumarkt – Poll – Westhoven – Ensen – Porz Markt – Zündorf | 10/20 min (Benzelrath–Aachener Str.) 10 min (Aachener Str–Zündorf) |

Zum Deutzer Hafen besteht über den Rangierbahnhof in Poll eine Eisenbahnverbindung der Häfen und Güterverkehr Köln AG (HGK), die zudem auch das Gewerbegebiet Poller Kirchweg anbindet. Haupterschließungsstraßen sind Siegburger Straße und Rolshover Straße / Auf dem Sandberg. Die Siegburger Straße ist zugleich Haupterschließungsstraße für den Verkehr nach Porz.
In den nächsten Jahren wird Poll, gemäß der Planungen zum Ausbau der S-Bahn Köln, einen S-Bahnhof „Köln-Poll“ erhalten.
In der Diskussion befinden sich ebenfalls regelmäßig eine Busverbindung über die Autobahn auf die andere Rheinseite bzw. die Einrichtung einer Schifffahrtslinie Porz-Köln über Poll.

### Brücken und Fähren
Die erste dokumentierte festere Verbindung über den Rhein in Poll scheint die Fliegende Brücke aus Deutz zu sein, die vom 3. März 1791 bis zum 29. Juli 1793 im Streit aus Deutzer Gebiet verlegt worden war. Sie führte dann vom linksrheinischen Bayenturm rechtsrheinisch unter Umgehung von Deutz auf die andere Rheinseite auf das Poller Gebiet, die Poller Wiesen.
Es gab mehrere Fähren in Poll, zeitweise sogar zwei gleichzeitig: eine in Höhe der heutigen Autobahnbrücke nach Rodenkirchen/Marienburg, die andere in Verlängerung der Maifischgasse nach Bayenthal. Weiterhin bestanden regelmäßige Verbindungen mit Ruderbooten von Westhoven nach Poll und von Poll nach Köln.
Am früheren Standort des Gartenrestaurants Poller Fischerhaus befand sich ein Schiffsanleger für eine Schifffahrtslinie von Köln nach Rodenkirchen über Poll und Marienburg.
1906 bis 1910 wurde die Südbrücke gebaut, 1938 bis 1941 die Rodenkirchener Autobahnbrücke.
Die erste Brücke nach dem Zweiten Weltkrieg in Köln wurde zwischen Köln-Bayenthal und Poll im März 1945 von der amerikanischen Armee als Pontonbrücke angelegt. Sie wurde im Juni 1945 wieder abgebaut, nachdem zwischen Köln und Deutz neben der eingestürzten Hindenburgbrücke ein provisorischer Rheinübergang fertiggestellt wurde.
Immer wieder tauchten Planungen auf, eine Straßenbrücke von Bayenthal nach Poll zu bauen. Bis in die 1960er Jahre wurde eine Trasse in Poll freigehalten für eine Brücke in Verlängerung des linksrheinischen Gürtels über Dixberg, Kleinstraße, Schenkspfad zur Siegburger Straße. Später in Verlängerung der Schönhauser Straße bzw. parallel zur Eisenbahn neben der Südbrücke.
Am Rhein besteht in Verlängerung der Müllergasse auch noch eine NATO-Rampe, die heute zivil genutzt wird, zumal die gegenüberliegende Rampe in Bayenthal zurückgebaut wurde.

### Wohnen

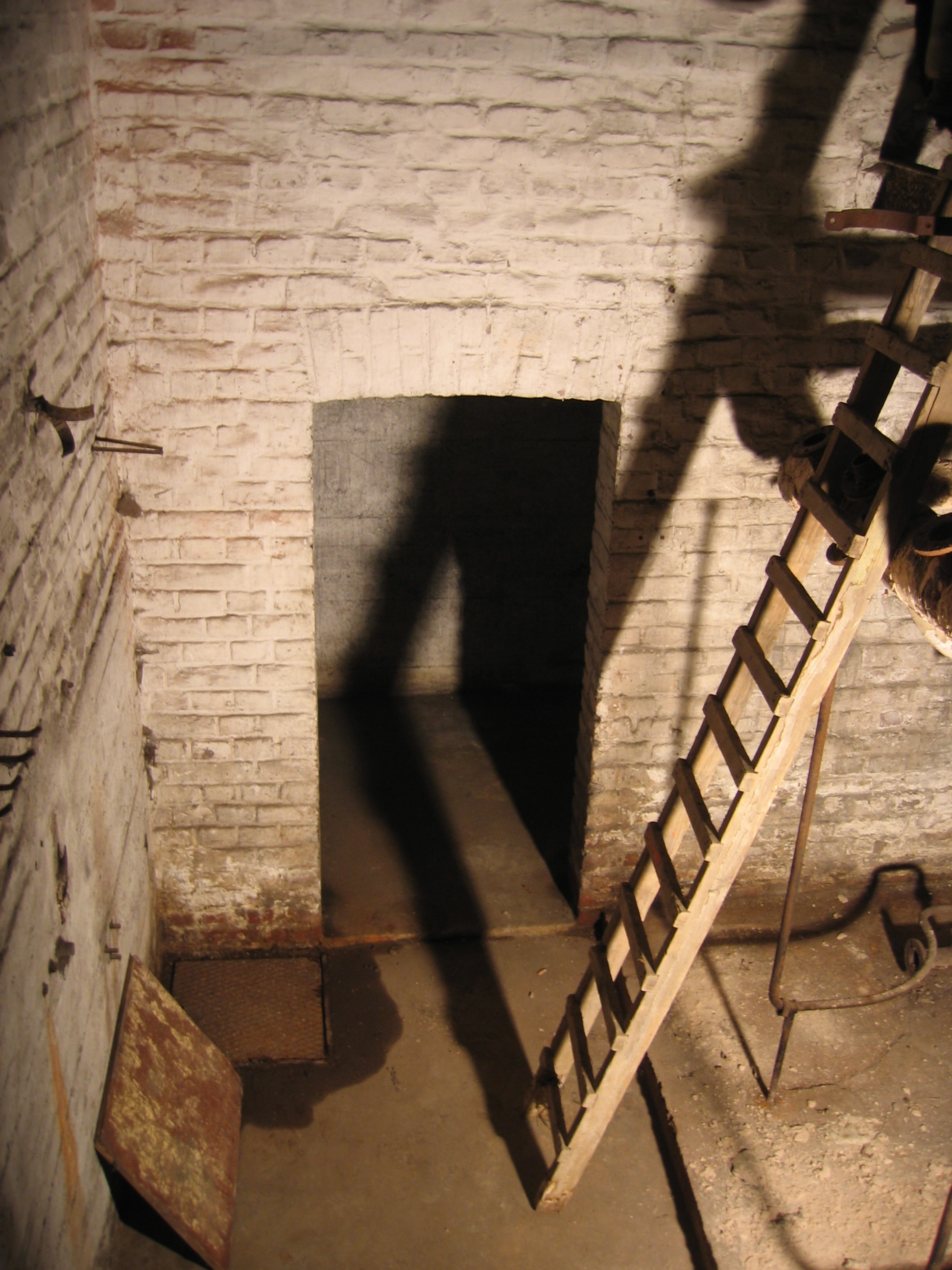
Einer der Räume des Tiefbunkers an der Rolshover Straße

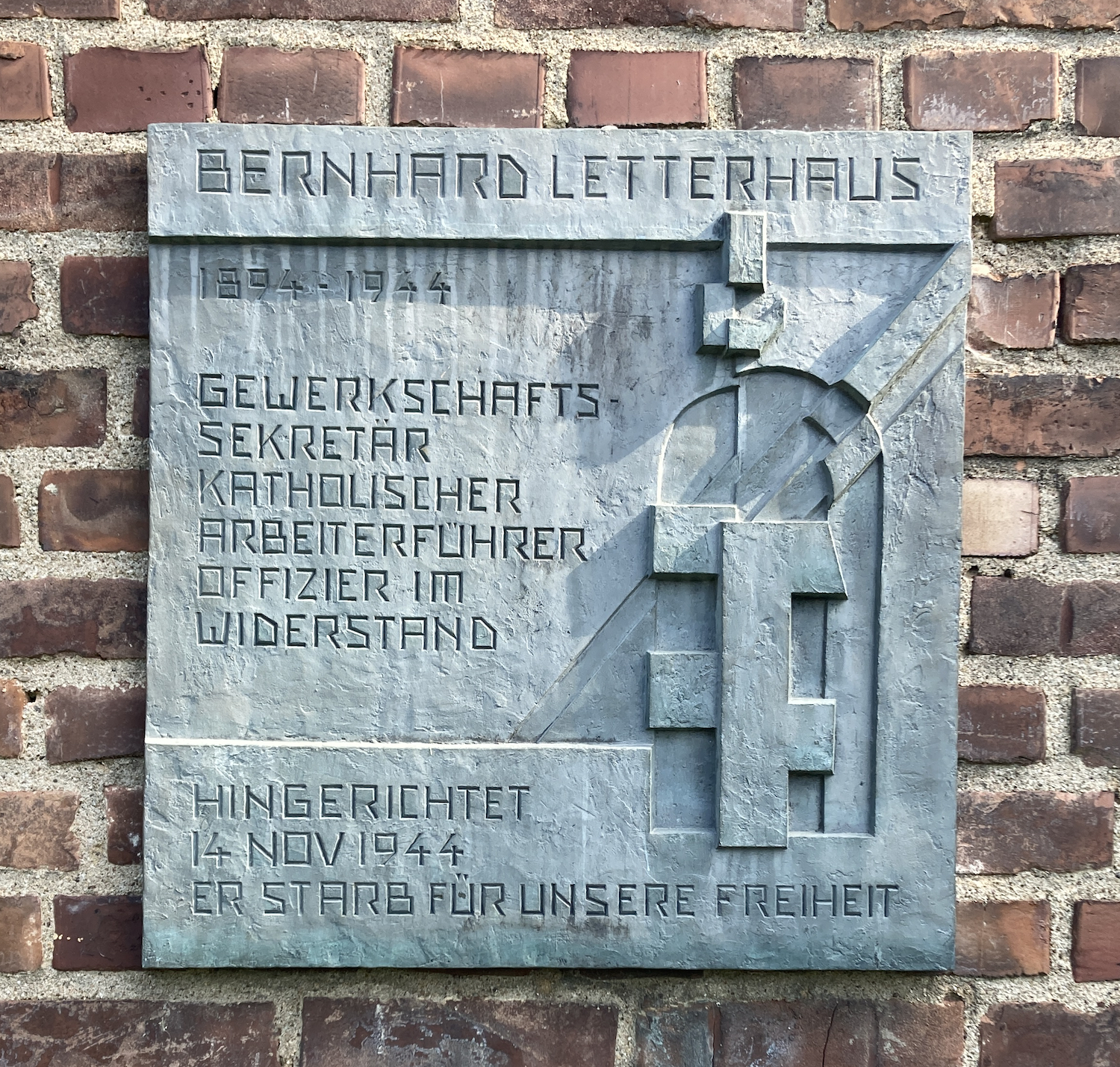
Verkleinerter Ausschnitt mit der Gedenktafel am Bernhard Letterhaus-Wohnheim in Köln-Poll

Städtebaulich handelt es sich heute um ein Konglomerat unterschiedlicher kleinteiliger Siedlungen. 1923/24 wurde die Einfamilienhaus-Siedlung An den Maien errichtet. Parallel entstanden auf der anderen Seite der Siegburger Straße Mehrfamilienhäuser am Gartenhof/Krückelstraße. Die Siedlung Baumgarten/Im Forst entstand in den 1930er-Jahren. Nach dem Zweiten Weltkrieg schloss sich weitere rege Bautätigkeit an: Die Milchmädchensiedlung in Köln-Poll wird durch Straßennamen geprägt, die eine Beziehung zu Milch und Milchprodukten haben: „Im Butterfaß“, „In der Kanne“, „Zum Milchesel“ und „Zum Milchmädchen“. Mit dem Bau der auf eine 1952 gegründete Initiative einer „Baugemeinschaft Poller Milchmädchen“ zurückgehenden Siedlung wurde 1954 begonnen. Weiter kamen 1955 bis 1957 die Schreberstraße und 1960/62 bis 1972 die Siedlung Raabestraße/Laurenz-Kiesgen-Straße hinzu. Das Projekt Wohnen am Strom wurde ab 1972 realisiert. Am Poller Kirchweg entstand seit 2007 eine kleine Einfamilienhaus-Siedlung (Ruth-Scheye-Weg/Hans-Keul-Weg) mit einer autofreien Zone.
Aus einem ursprünglich von der Stadt Köln für die Hitlerjugend gebauten Wohnheim ging das Katholische Jugendwohnheim Bernhard Letterhaus direkt am Poller Marktplatz hervor. Jugendliche aller Konfessionen finden hier eine Unterkunft. Auf dem Gelände befindet sich ein ehemaliger Luftschutz-Tiefbunker.
Die Johanniter-Seniorenzentrum GmbH errichtete 2008 in zentraler Lage ein Johanniter-Stift für betreutes Wohnen.

### Bildung und Betreuung
In Poll befinden sich sechs Kindertagesstätten verschiedener Träger, die Grundschulen GGS Poller Hauptstr. und Janusz-Korczak-Schule sowie die Förderschule mit dem Förderschwerpunkt geistige Entwicklung; weiterhin das Bürgerzentrum Ahl Poller Schull, ein SKM-Familienzentrum, das katholische Jugendwohnheim Bernhard Letterhaus, eine Werkstatt für behinderte Menschen, ein Johanniter-Seniorenzentrum sowie Einrichtungen des Arbeitskreises an Kölner Schulen.

### Gewerbe

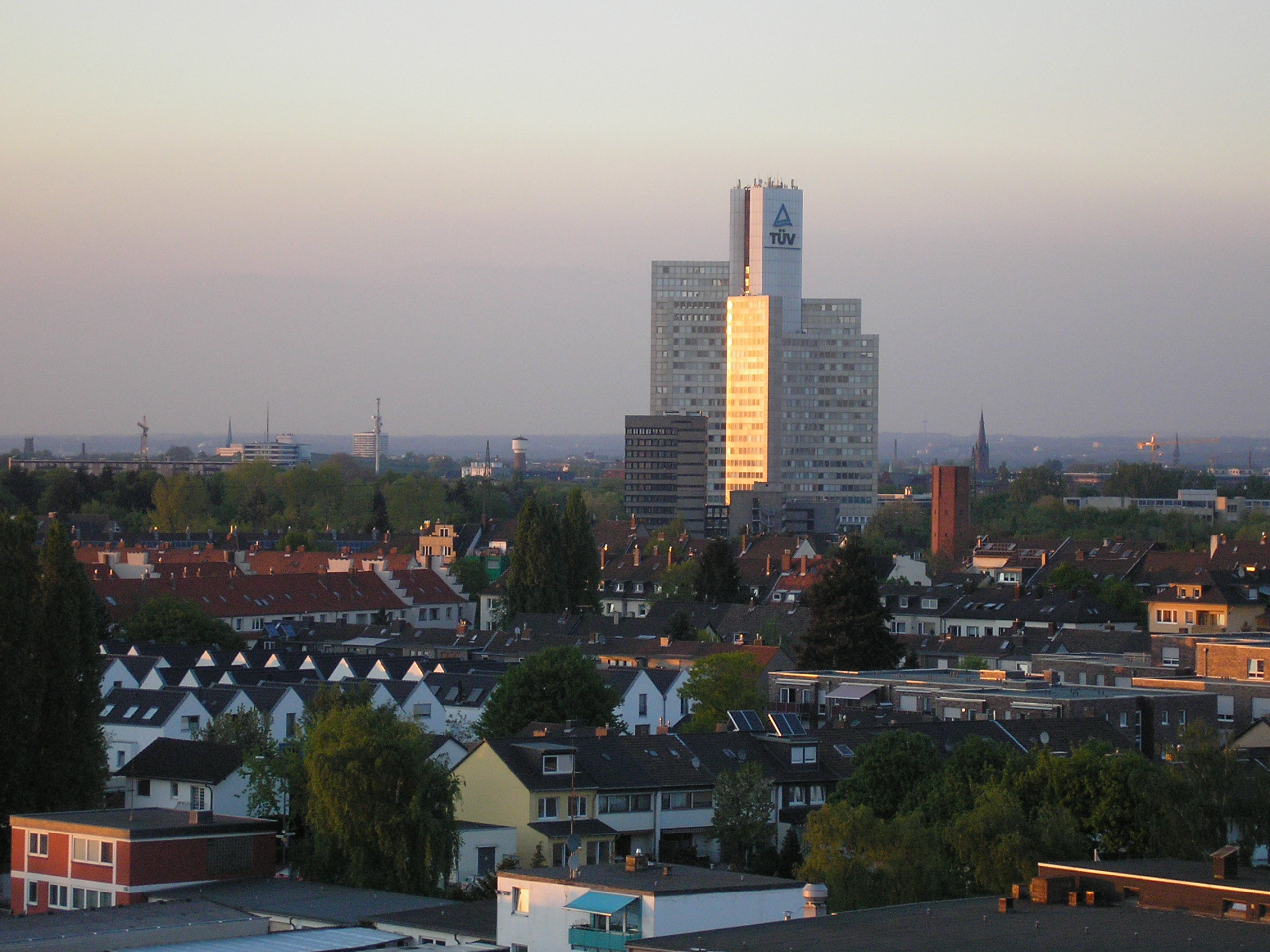
Blick über Poll; Markant das Hochhaus des TÜV Rheinland

1910 wurde am – infolge des Baus des Deutzer Rheinhafens – neugestalteten Rheinufer, östlich der heutigen Alfred-Schütte Allee, der Grundstein für ein Werk des Werkzeugmaschinenherstellers Schütte gelegt. Bei Alfred H. Schütte werden mehrachsige Schleifmaschinen und Mehrspindel-Drehautomaten produziert. Am Standort Köln beschäftigt das Unternehmen zwischen 450 und 500 Mitarbeiter.
Im Osten von Poll entstand ein großes Gewerbegebiet, in dem sich 1919 insbesondere eine Waggonfabrik, die Rheinwerk G.m.b.H., Fabrik für Eisenbahnbedarf, ansiedelte, deren Hallen 1926 von Citroën übernommen wurden. Die Citroën Automobil AG wurde am 8. Januar 1927 in das Handelsregister der Stadt Köln eingetragen und begann in dem Werk mit der Montage von Autos. Ab 1935 begann durch Handelsbeschränkungen der Zeit des Nationalsozialismus der Niedergang, ab 1936 bestand nur ein Reparaturwerk, das 1939 als „Feindvermögen“ beschlagnahmt wurde. Das Werk wurde 1944 im Zweiten Weltkrieg zerstört. Ab 1950 startete Citroën zunächst mit einer Verkaufsgesellschaft im „Maison Belge“. Über Gelände an der Sülzburgstr. und Aachener Str. konnte es sich 1959 im Tausch gegen das Gelände in Poll in Porz-Westhoven ansiedeln, das 1975 von Köln eingemeindet wurde.
Heute befindet sich im Gewerbegebiet unter anderem das Großhandelsunternehmen Handelshof sowie ein großes Auslieferungslager der Volkswagen AG. Ebenso entstand dort auf dem Gelände einer ehemaligen Kiesgrube und späteren Mülldeponie der Verkehrsübungsplatz Köln, der auch als Messeparkplatz und früher als Trödelmarktgelände genutzt wurde. Stadtbildbeherrschend erhebt sich die Hauptverwaltung des TÜV Rheinland mit ihrem Hochhaus in diesem Gebiet. Im Jahre 1992 wurde an der Poll-Vingster Straße der Fernmeldeturm Pollonius errichtet.

### Behörden
Bis zum 31. Dezember 2000 betrieb der Landschaftsverband Rheinland (LVR) in Poll (Am Grauen Stein 33) das Rheinische Autobahnamt Köln (RABA Köln). Als Folge einer Verwaltungsstrukturreform wurde die Straßenverwaltung Teil der neu errichteten Straßen.NRW. Das RABA Köln wurde zur Niederlassung Köln von Straßen.NRW. Am 11. Dezember 2005 zog die Niederlassung Köln von Poll nach Deutz (Deutz-Kalker-Str. 18–26) um.
Im ersten Halbjahr 2007 zog die städtische Kfz-Zulassungsstelle von der Herkulesstraße im Stadtteil Ehrenfeld nach Poll.
Außerdem befindet sich in Köln-Poll eine Außenstelle des Bundesamts für Migration und Flüchtlinge (BAMF).

### Ortszentrum

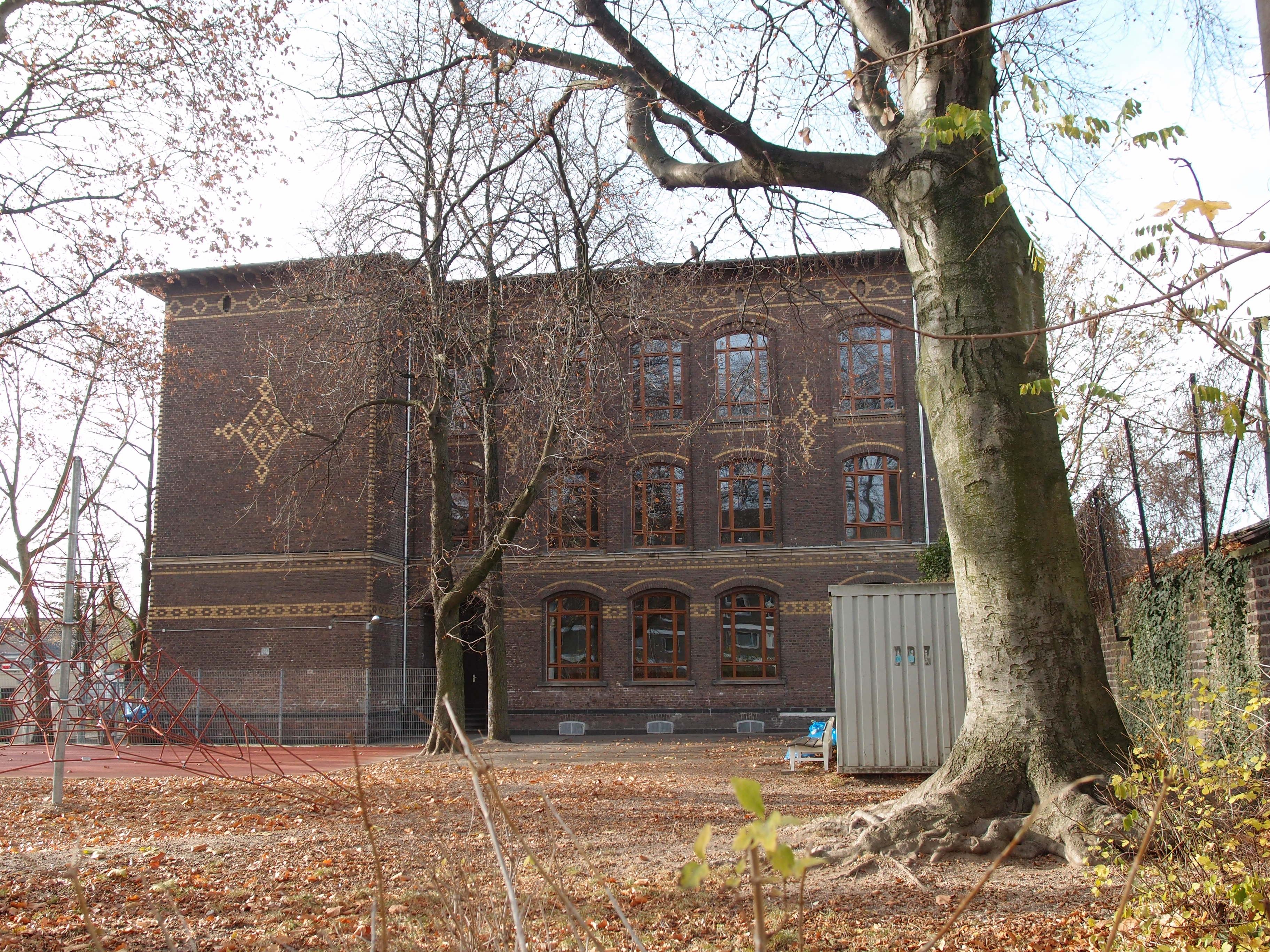
Bürgerzentrum Ahl Poller Schull

Als Zentrum des Ortes kann man heute den Marktplatz an der Siegburger Straße bei der Stadtbahnhaltestelle „Salmstraße“ und die umliegenden Straßen ansehen. Auf dem um 1991 erweiterten und neugestalteten Marktplatz finden eine Reihe von Veranstaltungen statt. Über Köln hinaus bekannt ist das Poller Maifest, das jedes Jahr dort am 1. Mai stattfindet. 

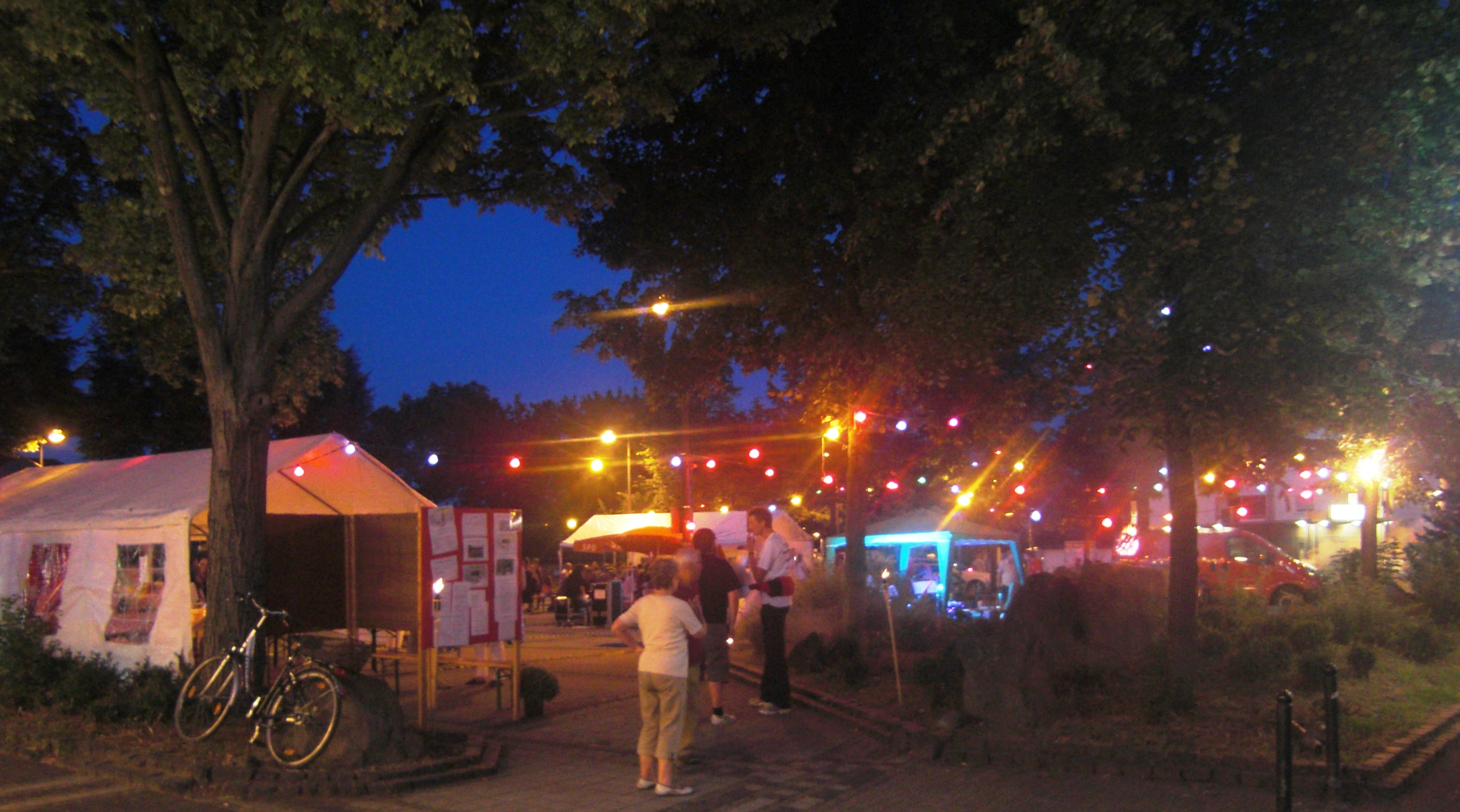
Lichterfest auf dem Marktplatz

 An der Siegburger Straße ist eine Vielzahl von Geschäften angesiedelt.
Bis ins 19. Jahrhundert lag der Dorfmittelpunkt in Höhe der Kreuzung Müllergasse/Poller Hauptstraße. Dort befand sich auch das Dorfkreuz und ein Brunnen. Das Poller Dorfkreuz, erstmals im Jahre 1386 im Deutzer Weistum als Steinernes Kreuz in Poll bezeichnet, wurde mehrfach beschädigt, restauriert und verlegt. Zur Erinnerung an die große Pestepidemie in Köln sowie auch in Poll, wurde auf den Mittelblock die Jahreszahl 1666 eingemeißelt. Hier wurden auch Einwohnerversammlungen, z. B. zur Entgegennahme amtlicher Vereinbarungen, abgehalten. So musste am 29. September 1749 die gesamte Poller Bevölkerung dort erscheinen, um die Täter eines Überfalls auf vier fremde Juden zu ermitteln. Aber man traf sich auch hier in Ermangelung einer Kirche zum Gebet, insbesondere in Notzeiten.
In der Nähe befanden sich die 1793 erbaute und 1829 erweiterte erste Schule und in der Müllergasse die wahrscheinlich älteste Gastwirtschaft Polls. Nach der weiteren Bebauung des Ortes stellten bis etwa 1960 die Poller Hauptstraße und die angrenzende Salmstraße das Geschäftszentrum Polls dar. In den Folgejahren schlossen dort immer mehr Geschäfte und die Siegburger Straße wurde zur Einkaufsstraße.
Das um 1900 erbaute Gebäude der ehemaligen Poller Schule „Poller Hauptstraße“ an der Ecke Poller Hauptstr. / Schulpfad hat eine reich verzierte mehrfarbige Backsteinfassade. Nach dem Neubau der Grundschule 1970 auf einem nebenan liegenden Grundstück zog in das alte Gebäude bis 1988 eine Schule für Behinderte ein. Von 1989 bis 1993 diente es als Unterkunft für Aus- und Übersiedler. Heute befindet sich dort das Bürgerzentrum Ahl Poller Schull (APS), der Arbeitskreis an Kölner Schulen für Jugend Freizeit und Bildung e. V. mit einer Offenen Ganztagsschule. Bis 2012 befand sich dort ebenfalls eine Schauspielschule. Zunächst eine private unter der Leitung von Gisela Olroth, ab 2006 das Deutsche Zentrum für Schauspiel und Film unter der Leitung von Arved Birnbaum.

### Kirchen

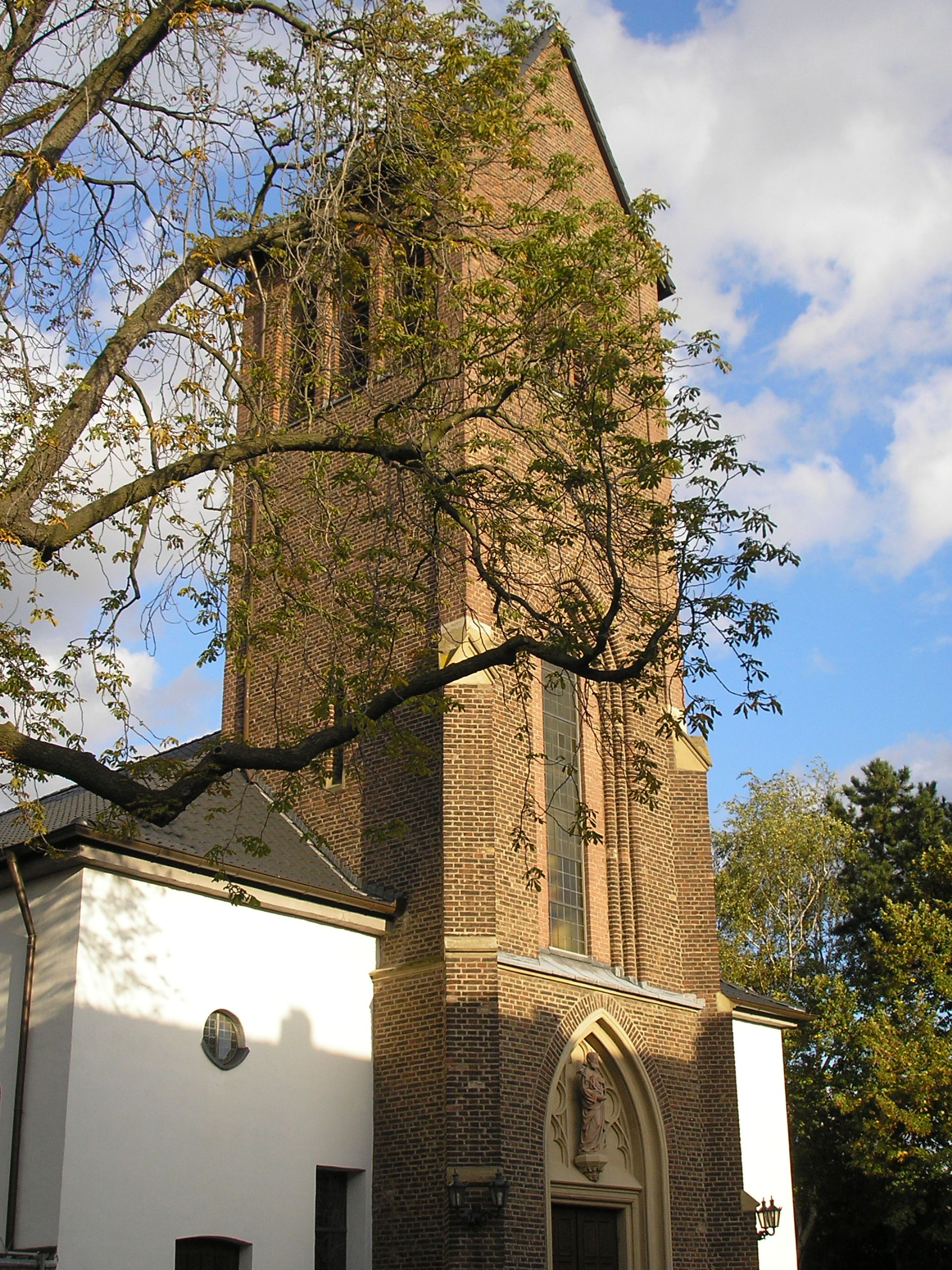
St. Joseph in Köln-Poll

Die katholische Pfarrkirche St. Joseph wurde 1862 bis 1864 nach Plänen von Heinrich Nagelschmidt als neugotische dreischiffige Backsteinbasilika errichtet. Nach schweren Kriegszerstörungen wurde die Kirche unter Beibehaltung der Umfassungsmauern und der unteren Geschosse des Westturms ab 1951 von A. Hauk und M. Kratz wieder aufgebaut. Im Vorgarten des Pfarrhauses steht seit 1891 das alte Dorfkreuz aus Trachyt.
Im Jahr 1929 wurde als zweite katholische Gemeinde in Poll die Pfarrei Hl. Dreifaltigkeit errichtet und eine neue Kirche gebaut, die im Zweiten Weltkrieg zerstört wurde. Der Wiederaufbau begann 1950. Dabei erhielt die Kirche unter Einbeziehung von Resten der alten Kirche einen neuen, fast quadratischen Grundriss. Seitdem weist der Chor nicht mehr nach Osten, sondern nach Süden.
Seit dem 1. Januar 2006 sind die beiden Gemeinden vereinigt zur Pfarrgemeinde St. Joseph und Hl. Dreifaltigkeit. Seit 2009 gehören sie zum Pfarreienverbund Deutz Poll.
Die evangelische Kirchengemeinde Köln-Deutz/Poll (St. Johannes-Kirche) hat in Poll eine Kapelle errichtet. Das evangelische Gemeindezentrum befindet sich neben der Kapelle direkt am Poller Marktplatz und richtet neben anderen Begegnungsveranstaltungen am Freitagvormittag das Poller Marktcafé aus.
1991 wurde in der Straße Im Forst eine Kirche der Neuapostolischen Gemeinde gebaut. Nach einem Verkauf wurde sie von der Freikirche Christ Embassy genutzt. Aktuell ist sie Treffpunkt der Christlichen Gemeinde Kölnblick e. V.

### Vereinswesen
In Poll gibt es ein vielseitiges Vereinswesen. Am 27. Januar 2011 wurde ein Vereinsnetzwerk gebildet. Ein besonderes Ziel ist die Förderung der Aktivitäten für Kinder und Jugendliche sowie der Kommunikation und Stärkung der eigenen Präsenz in der Öffentlichkeit.
- Der älteste durchgehend existierende Verein in Poll ist die 1845 gegründete St. Maternus-Sterbekasse.[40]

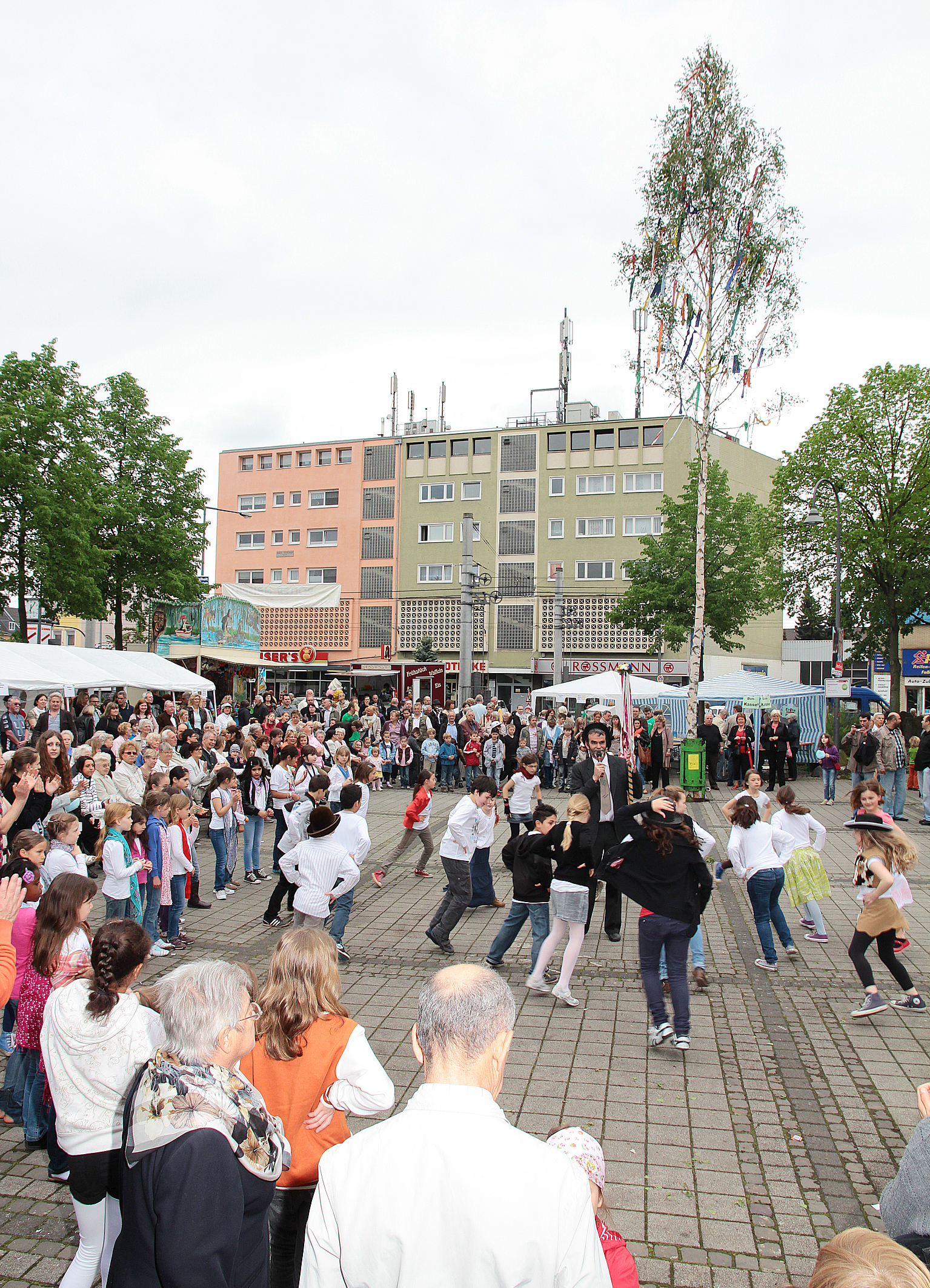
Maifest auf dem Marktplatz

- Die älteste Gruppierung (vereinsähnlicher Charakter) ist das Poller Maigeloog, ein Mai- und Heimatverein, der 1656 erstmals in der Deutzer Kirchenchronik erwähnt werden soll. In alten Ratsprotokollen der Stadt Köln finden sich zudem Hinweise auf frühere rechtsrheinische Maitraditionen (Maigraf, Meigreve) im 13. Jahrhundert.[41] Der Reihmeister (Vorsitzender) des Poller Maigeloogs, Hans Burgwinkel, unterstützt auch überregional das Programm zur Wiederansiedlung des Maifischs im Rheinsystem, das 2008 den European Regional Champions Award als bestes europäisches maritimes Projekt erhielt.[42] Am 23. Mai 2012 repräsentierte Hans Burgwinkel das Maigeloog in Brüssel bei der Verleihung des Preises „Best of the Best“ der 13 besten europäischen Life-Nature-Projekte durch die EU-Kommission die rheinische Maifischtradition.

Das Poller Maigeloog veranstaltet u. a. von April bis in den Sommer das „Poller Maispill“, bestehend aus Maibaumschlagen, Maiumzug, Fischerspiel, Maifest, Baumniederlegung und Teilnahme an der jährlichen offiziellen Maifischbesatzfeier des europäischen Maifischprogramms, das in manchen Jahren auch in Poll stattfindet. Im November findet der „Kinderadvent“ auf dem Poller Marktplatz statt. Hier dürfen Kinder mithilfe eines Hubwagens den Poller Weihnachtsbaum schmücken.
- Der größte Verein, der Turn-Club Köln-Poll 1904 e. V. wurde 1904 gegründet. Schwerpunkte des über 700 Mitglieder zählenden Vereins sind die Jugendarbeit, Familien- und Gesundheitsgymnastik. Besonders erfolgreich und weit bekannt sind die Rhönradgruppe unter der ehemaligen Vize-Weltmeisterin Anne Bursche und die Skatergruppe, die ebenfalls an deutschen Meisterschaften teilnimmt.[43]
- Zweitgrößter Verein in Poll ist der Fußballverein VFL Rheingold Poll.[44] Ostern 1912 gründeten ehemalige Mitglieder des Poller Jünglingsvereins den Verein für Leibesübungen 1912 Köln rrh. Nach dem Zweiten Weltkrieg spielte der VfL als einer der ersten Vereine wieder Fußball und war in Kölns Stadtliga eingereiht, der damals höchsten Spielklasse. 1962 fusionierten der VfL 1912 und DJK Rheingold Köln-Poll zum VfL Rheingold 1912 DJK. Der DJK Rheingold war im Jahre 1955 wiedergegründet worden, nachdem dieser Verein 1933 im Dritten Reich verboten worden war. Schon 1970 gründete sich – als eine der ersten im Kölner Raum – eine „Damenmannschaft“, die jedoch später den Spielbetrieb aus Platzmangel wieder aufgeben musste.
- Weit über Köln hinaus war auch der Karnevalsstammtisch Junge vun Poll bekannt, der mehrere karnevalistische Großereignisse in Poll organisiert, u. a. die Wagenübergabe von Wolfgang Laukat an bekannte Rheinische Karnevalisten in einem Großzelt, dem sog. Poller Gürzenich. Dort fanden seit 2010 auch die karnevalistischen Pfarrsitzungen St. Josef statt. Nach dem Tod von Wolfgang Laukat löste sich der Stammtisch auf.
- Der Ruder- und Tennis-Klub Germania e. V. Köln wurde am 27. Mai 1905 als Dritter der Kölner Traditions-Rudervereine gegründet. 1926 kam Tennis als weitere Sportart hinzu. Zu dieser Zeit zählte er zu den führenden Rudervereinen Deutschlands.[45]
- Am 4. November 1977 als Kanu–Schülersportgemeinschaft der Gesamtschule Köln-Höhenhaus gegründet, entstand 1987 die KSG, Kanu-Sport-Gemeinschaft Köln e. V. Neben der allgemeinen Jugendarbeit unterhält der Verein eine Rennmannschaft im Kanu-Wildwasserrennsport. Er ist insbesondere in der Schüler- und Jugendklasse sehr erfolgreich und errang bislang insgesamt 9 Titel als Deutscher Meister. Der fünffache Weltmeister Markus Gickler begann seine sportliche Karriere bei der KSG.[46]
- Aus dem 1915 gegründeten Verein für Kanusport, VKC gingen insbesondere zwischen 1930 und 1937 Weltmeister, Europameister und Deutscher Meister hervor. Bei den Zweierkajaks gewann der VKC bei der Olympiade 1936 in Berlin die erste Goldmedaille im Kanusport überhaupt. Zusätzlich baute er eine Tennisabteilung mit eigenen Plätzen auf den Poller Wiesen auf. Diese steht heute im Vordergrund des Vereins.[47]
- Bundesweit aktiv ist der Rad-Touristik-Club Köln, RTC Köln. Am 30. Oktober 1972 wurde er von Radsportlern gegründet, die nicht mehr den Renn- und Leistungssport als Ziel eines Radclubs ansahen, sondern den Breitensport.
- Der 1997 gegründete Runde Tisch für Jugendarbeit Köln-Poll fördert die Jugendarbeit in Poll. Neben der direkten Förderung von Jugendlichen konnten mit seiner Hilfe bereits drei örtliche Anlagen für den Ballsport geschaffen werden.[48] Im Bürgerzentrum „Ahl Poller Schull“ startete er einen Jugendtreff, die „OT Poll“.

### Kultur und Tourismus
An Sonn- und Feiertagen zogen bis zum Abriss der mittelalterlichen Stadtbefestigung viele Kölner aus der eng bebauten Stadt auf die andere Rheinseite nach Deutz und das idyllischer gelegene Poll, insbesondere auf die Poller Wiesen. Allein in Rheinnähe entstanden nach Bau des Deutzer Hafens und der Umgestaltung des Rheinufers Anfang des 20. Jahrhunderts sieben Gaststätten mit Außenterrassen. Im Ort selbst gab es weitere zehn Gaststätten mit Sälen und z. T. auch mit Biergärten.

#### Heimatmuseum
Ab 1914 wurde die Gaststätte „Zum Jägerhof“ zu einem kleinen Poller Heimatmuseum ausgebaut.
Ein engagierter Poller Bürger, Hans Burgwinkel, sucht die Tradition dieses Heimatmuseums in Form von Bilderausstellungen und virtuellen Angeboten fortzusetzen. Seit dem 27. August 2015 besteht im Cologne Sportspark, Poller Weg, eine Dauerausstellung mit ca. 400 Informations- und Bildtafeln zu Poll, Fischfang, Maifisch, EU-Life+Maifischprogramm, Deutz und zu dem Flugzeugpionier Hanno Fischer aus Porz-Westhoven. Temporäre Sonderausstellungen im Stadtgebiet Köln ergänzen das Angebot.
Im Inneren des Heimatmuseums sind auf der hölzernen Wandvertäfelung noch handgemalte Jagdbilder und Szenen des rheinischen Malers Wild-Lenz vorhanden. Die im Zweiten Weltkrieg ausgebauten und dann bis vor kurzem verschollenen Glasbilder des Kölner Kunstmalers Ludwig Preckel befinden sich heute der Privatsammlung Burgwinkels. Die Fenster zeigten Bilder der Poller Maispiele, der Poller Kirmes, eines Milchmädchens, des letzten Fährmannes von Poll sowie das Poller Wappen. Im Rahmen eines zukünftigen neuen Poller Heimatmuseums sollen die schwer beschädigten Glasbilder so weit wie möglich restauriert und der Öffentlichkeit zugänglich gemacht werden.
Eine Besonderheit stellt das große in Öl gemalte Triptychon Ludwig Egidius Ronig dar mit Szenen vom Poller Fischfang. Ludwig Egidius Ronig zählte neben Hoerle, Seiwert, Sander und anderen zur Gruppe der „Kölner Progressiven“.

#### Fischerfest und Sonstiges
Eine Besonderheit stellt auch noch heute das Poller Maispill dar. Entstanden aus der mittelalterlichen Maifesttradition wurde es in Poll insbesondere geprägt durch den Fang und Verkauf von Maifischen ab April jeden Jahres. Nachdem es Ende des 19. Jahrhunderts in seiner traditionellen Form endete, wurde es danach mehrfach wiederbelebt, zuletzt seit 1993 vom Poller Maigeloog. Es besteht aus einem Demonstrationsfischen im Rhein, dem Maibaumschlagen im Wald, sowie dem eigentlichen Maifest am 1. Mai jeden Jahres, mit einem Umzug durch Alt-Poll, dem Fischerspiel und dem eigentlichen Fest auf dem Marktplatz mit dem Aufstellen des Maibaumes. Ende Mai wird der Maibaum im Rahmen einer originellen Baumniederlegung gefällt und an einen Ersteigerer überbracht. Während das Demonstrationsfischen im Rhein nur unregelmäßig bzw. zu anderen Gelegenheiten stattfindet, übergeben beim Fischer traditionell den ersten gefangenen Maifisch; allerdings ist dies heute meist ein gekaufter handelsüblicher Fisch.
Das „Fischerspiel“ reiht sich somit in die Tradition der Fischerfeste ein, wobei es aber, europäisch einzigartig neben den nur noch vereinzelten „Fêtes d’alose“ im Süden Frankreichs, noch heute an die Tradition des Maifischfangs erinnert. In diesem Sinne repräsentiert das veranstaltende Poller Maigeloog regelmäßig die rheinische Fischfangtradition bei Veranstaltungen des EU-Life-Maifisch-Projektes – z. B. bei der Verleihung der europäischen Umweltpreise 2012 in Brüssel oder bei den jährlichen Maifischbesatzfeiern im Rheingebiet.
In Poll fand der letzte größere Verzehr von Maifisch nach dem Zweiten Weltkrieg statt. So sollen beim Maifest des Poller Maigeloogs im Jahr 1950 noch zwei Zentner Maifische gebraten worden sein. Gleichzeitig ist Poll heute der erste Ort in Deutschland, in dem wieder Maifisch – allerdings aus Spanien und Portugal – zur Maifischverkostung präsentiert wurde.
1991 bildete sich die Laientheatergruppe „Pollypen“. Von 1993 bis 2013 bestand in der ehemaligen Poller Grundschule eine Schauspielschule. Am Käulchensweg bestand von 1997 bis 2014 das Theater „Spielbrett“.

### Am Rhein

Panoramaaufnahme des Poller Rheinufers
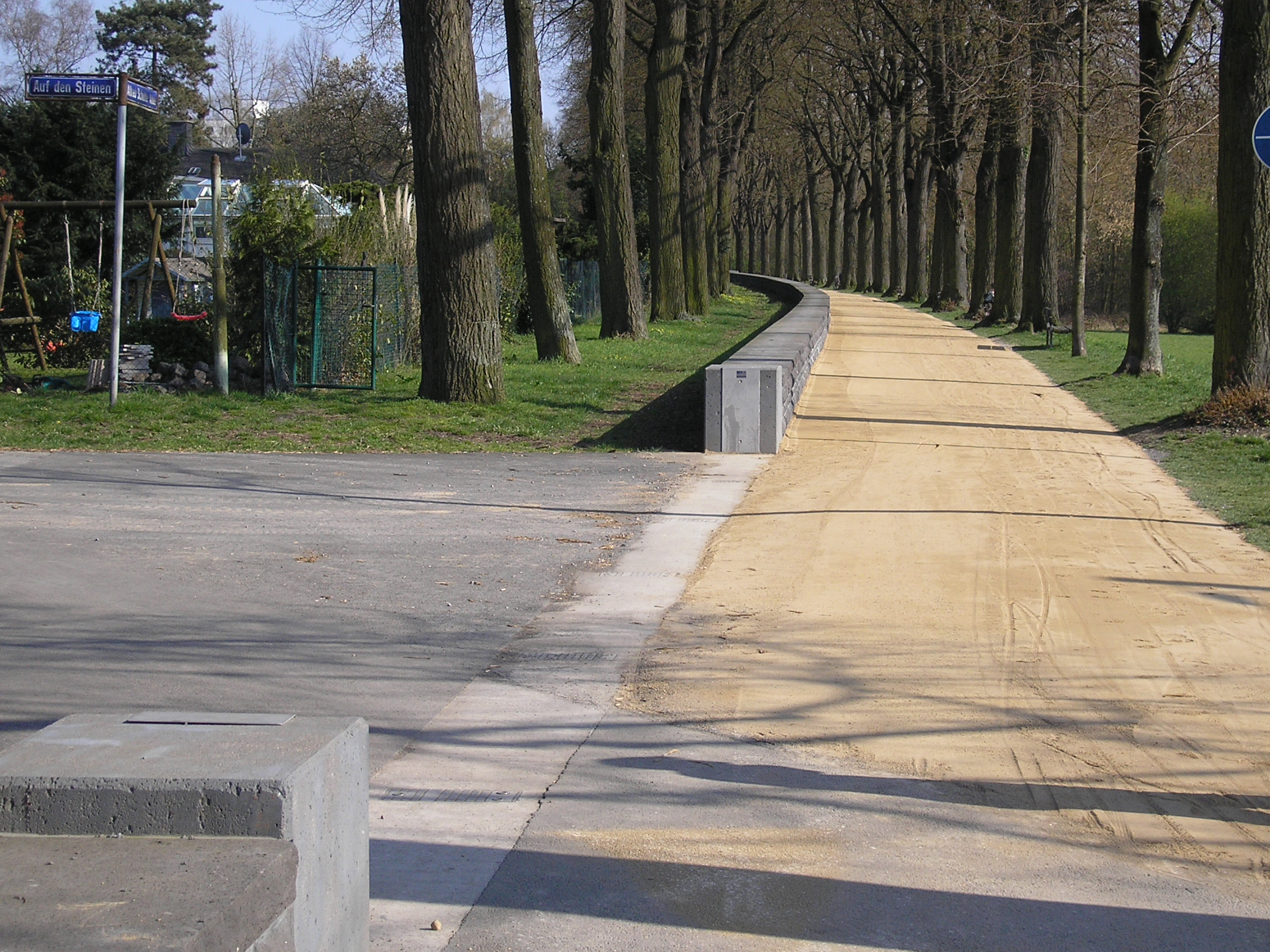
Neue Hochwasserschutzmauer
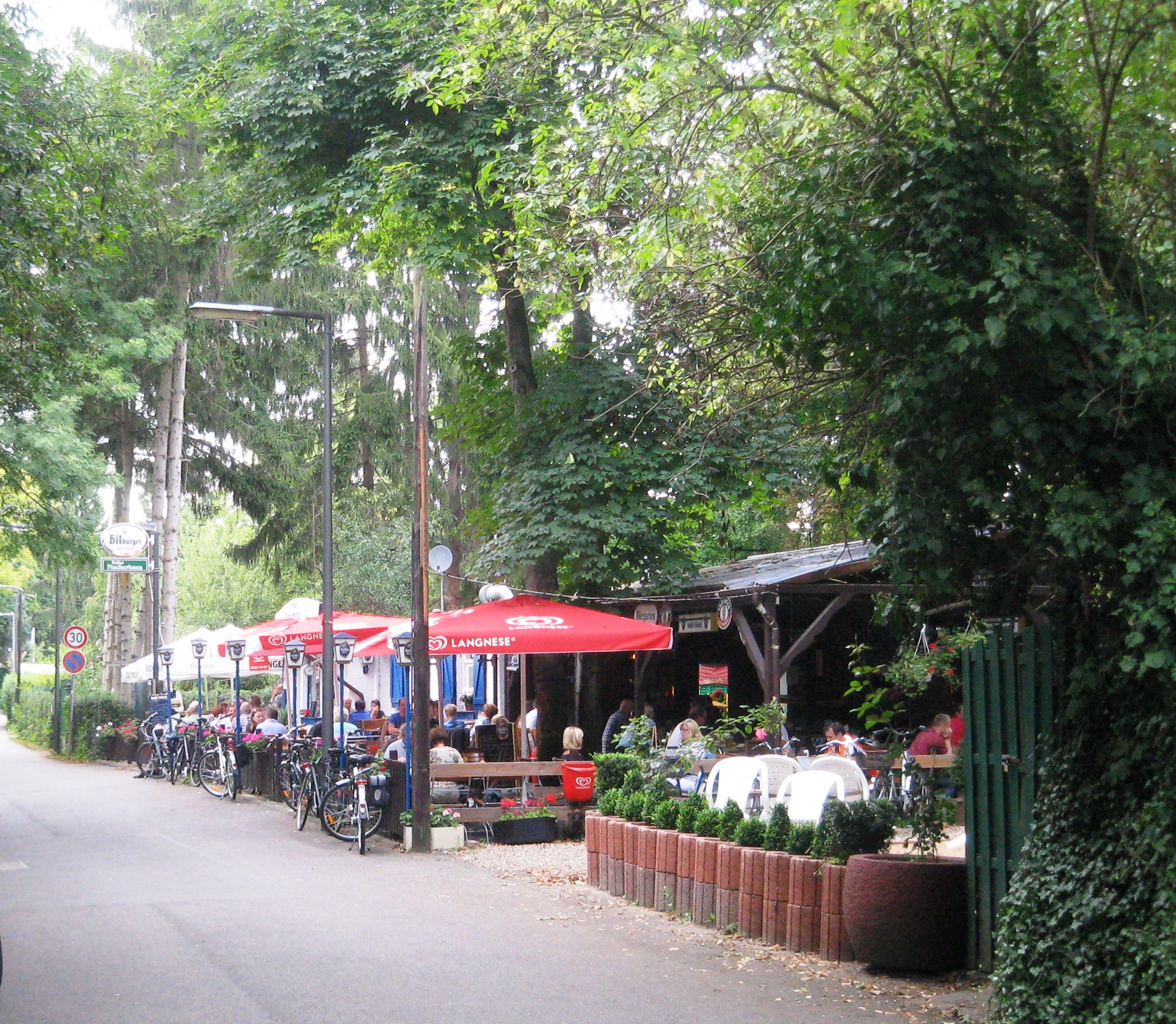
Traditionsgaststätte Poller Fischerhaus
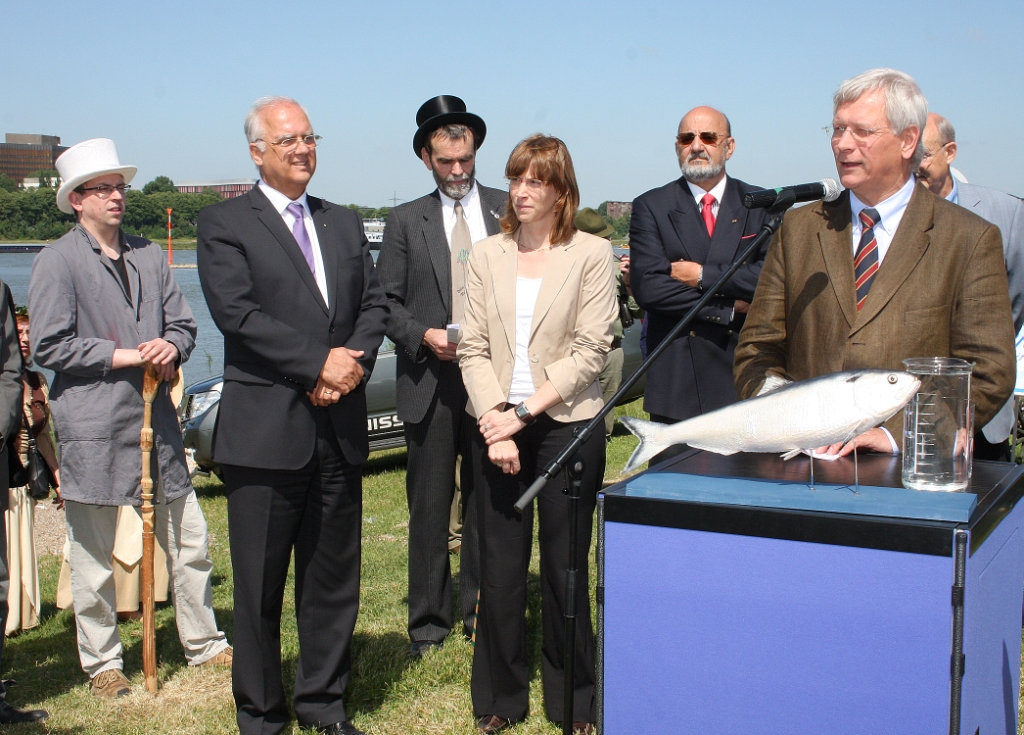
Feier Maifischbesatz Poll 2010 auf den Poller Wiesen, u. a. mit Ministern und Bürgermeister
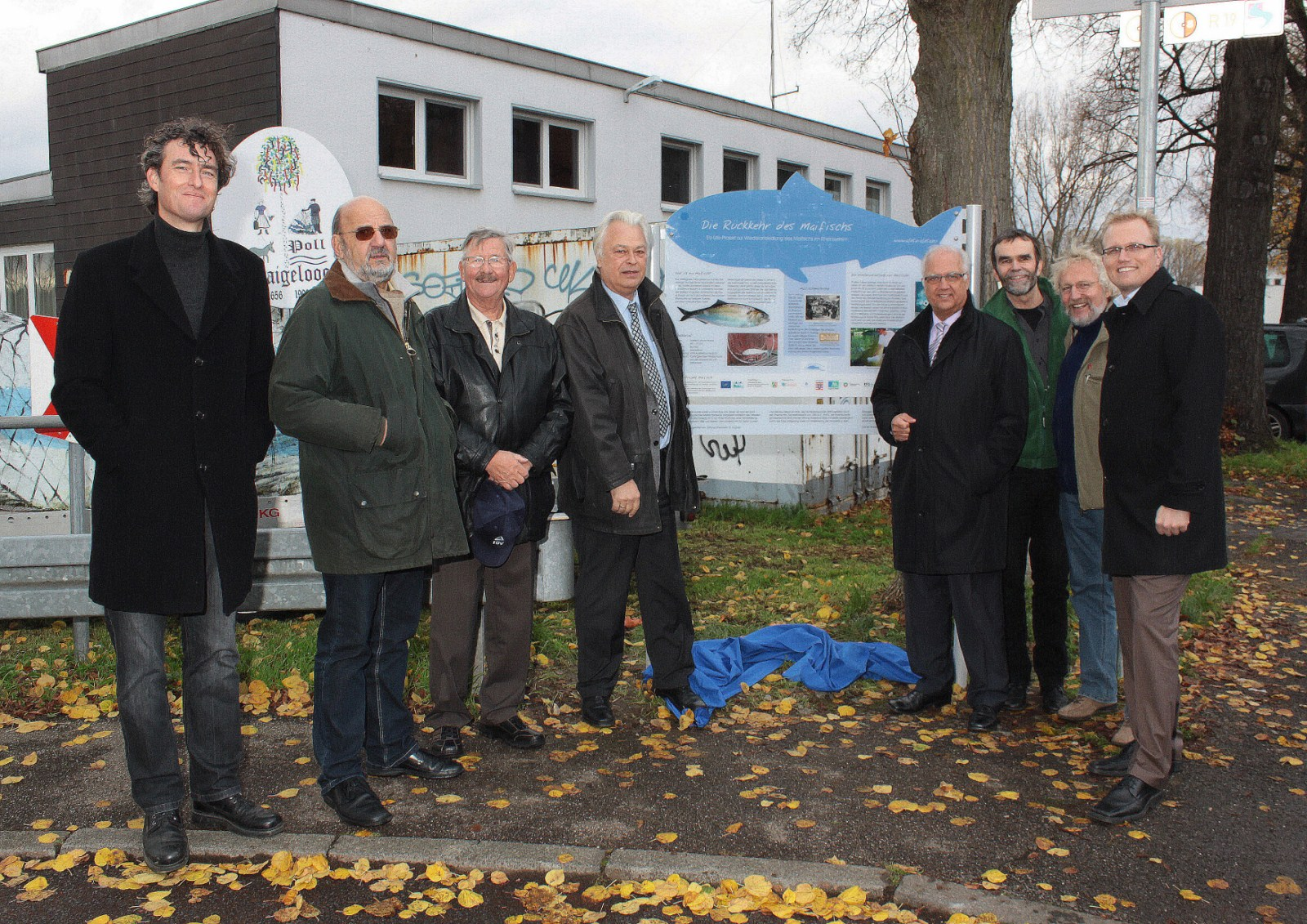
Einweihung der EU-Maifisch-Informationstafel am 8. Nov. 2010, Köln Poll, Maifischgasse / Weidenweg
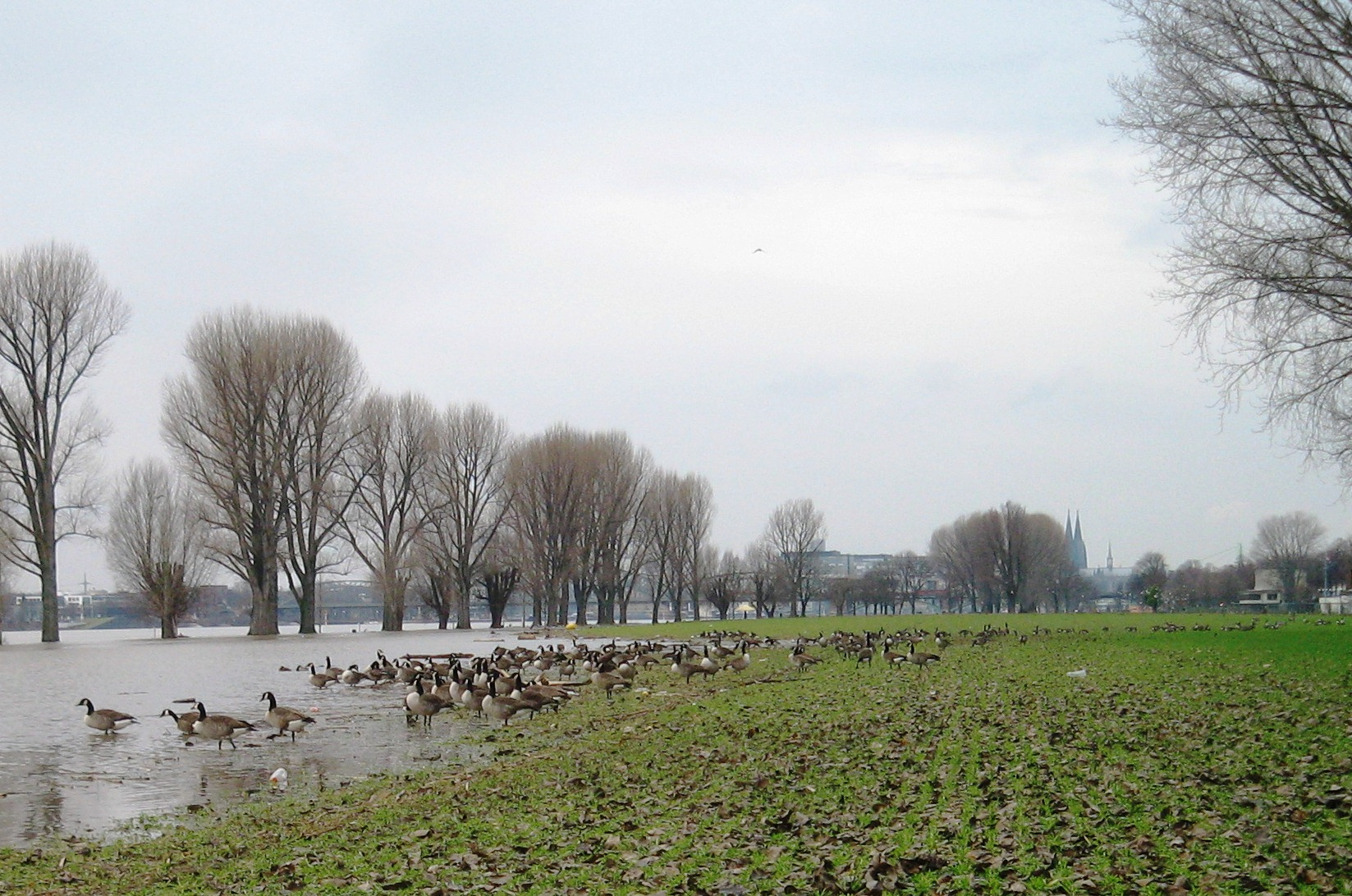
Wildgänse auf den überschwemmten Rheinwiesen

Poll liegt im Bauabschnitt 16 (Poll – Rheinpark Deutz) des Kölner Hochwasserschutzkonzeptes. Im 1. Teilabschnitt wurde zwischen der Rodenkirchener Autobahnbrücke und der Südbrücke eine Hochwasserschutzmauer errichtet. Hiermit wird bis zur Wasserstandshöhe von 11,90 m am Kölner Pegel ein Schutz des Stadtteils Poll – und der dahinter liegenden Stadtteile – erreicht.
Unterhalb des Poller Rheindamms sind Freizeiteinrichtungen und auf dem Damm u. a. eine Rettungs- und Schulungsstation der DLRG beheimatet. Bei Rheinhochwasser werden von hier die DLRG-Einsätze im Kölner Gebiet koordiniert. Neben dem DLRG-Haus führt der Weidenweg zum offiziellen Campingplatz der Stadt Köln sowie zum Wiesenhaus, einer Gaststätte mit angeschlossenem Campingplatz für Dauer- und Saisoncamping hinter der Rodenkirchener Brücke. An glanzvolle Zeiten erinnert auch die Gaststätte Poller Fischerhaus, das in seinen Ursprüngen um 1910 tausend Außenplätze hatte und für Kölner ein beliebtes Ausflugsziel war. Nahe der örtlichen Fischereibetriebe gelegen, auch bekannt für seine Fischgerichte. Es gab zwei Schifffahrtsverbindungen – eine von der Innenstadt, die andere zum gegenüberliegenden Stadtteil Marienburg. Berühmte Kölner wie Max Wallraf und Albert Freiherr von Oppenheim fuhren regelmäßig mit der Kutsche vor – wie auch ein malaysischer Fürst. 1938 wurde es abgerissen und erreichte nach seinen zweimaligen Wiederaufbauten nicht mehr seine frühere Bedeutung, wenngleich seit 2012 die Besucherzahlen wieder steigen. Bei starkem Hochwasser steht es nahezu vollständig unter Wasser.
Am Rhein liegt auch der alte Schützenplatz.
Die rheinabwärts gelegenen Vordeichflächen sind vorwiegend Sport und Freizeit vorbehalten. Die Stadt Köln unterhält mit der Bezirkssportanlage Poll diverse Rasenplätze und eine Aschenbahn (333 m).
1914 erfolgte auf den Poller Rheinwiesen die Grundsteinlegung für das vom Architekten Wilhelm Riphahn entworfene Bootshaus des Ruder- und Tennis-Klubs Germania e. V., das in den letzten Tagen des Zweiten Weltkrieges einem Bombenangriff zum Opfer fiel. Der Wiederaufbau in der heutigen Form wurde im Mai 1964 abgeschlossen. Die Tennisanlage umfasst sechs Plätze. Nahe der Südbrücke hat der VKC Tennis-Club e. V. von 1915 ein Vereinsheim sowie Tennisplätze. Östlich der Alfred-Schütte-Allee befinden sich das 2004 gebaute Vereinshaus der KSG, Kanu-Sport-Gemeinschaft Köln sowie die Unterkunft der Kanuabteilung des Eisenbahnersportverein Olympia.

## Poller Wiesen

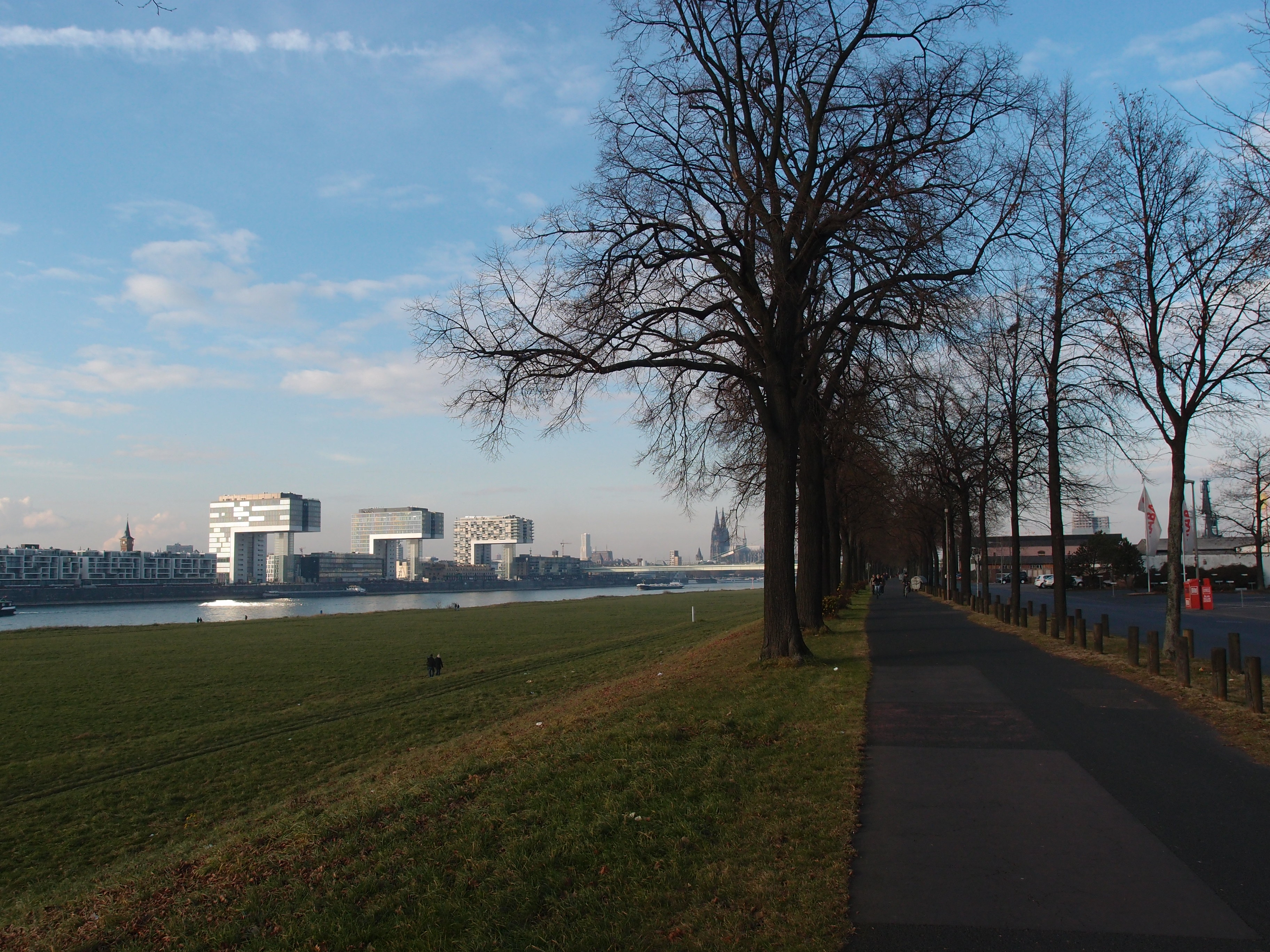
Blick auf die heutigen Poller Wiesen im Stadtteil Deutz, wo die beiden nördlichen Poller Köpfe lagen

Als Poller Wiesen wird im allgemeinen Sprachgebrauch immer mehr das gesamte Rheinufer zwischen dem Molenkopf des Deutzer Hafens und der Rodenkirchener Brücke bezeichnet, obwohl dies ursprünglich und historisch korrekt nur den Wiesenbereich rheinabwärts der Südbrücke bezeichnet, der seit der Eingemeindung Polls zu Köln 1888 heute zum Stadtteil Köln-Deutz gehört. Der danach südlich anschließende Teil heißt historisch korrekt  Poller Sport- und Spielwiesen inklusive des Schützenplatzes. Am 24. Oktober 2005 wurden die Poller Wiesen aufgrund ihrer historischen Bedeutung – u. a. wegen der mittelalterlichen Uferbefestigungen (Poller Köpfe), von denen noch Reste im Boden vorhanden sind – in die Bodendenkmalliste des Landes Nordrhein-Westfalen aufgenommen.
Sie werden – trotz Lage im Überschwemmungsbereich des Rheins – gelegentlich auch für größere Veranstaltungen genutzt, z. B. anlässlich des Katholischen Weltjugendtages 2005 und des Deutschen Evangelischen Kirchentages 2007 als Versammlungsort. 2003 fand dort eine (nach Verweigerung einer – im späterem gerichtlichen Nachgang als rechtswidrig eingestuften – polizeilichen Anordnung gewaltsam beendete) Veranstaltung der europäischen Antifa-Bewegung gegen Rassismus statt.
Am 16. Juni 2010 fand am Rheinufer der Poller Sport- und Spielwiesen die offizielle Feier zum Maifischbesatz 2010 in Anwesenheit der Umweltminister aus Hessen und NRW statt.
Zur Erinnerung an dieses Ereignis und zugleich als Ehrung der fortlebenden Poller Maifischtradition wurde am 8. November 2010 am Poller Rheinufer am Anfang der Maifischgasse die erste Schautafel des EU-Life Projektes „Die Wiederansiedlung des Maifischs im Rheinsystem“ aufgestellt. Weitere sollen in Kürze in den Landeshauptstädten Düsseldorf und Wiesbaden sowie in Frankreich folgen.
Der offene, unbebaute Bereich der Poller Wiesen im Ortsbereich Deutz wird zu vielfältigen Freizeitaktivitäten genutzt. U. a. Drachen steigen, Sonnenbäder und Grillen. Im Poller Bereich liegen mehrere Fußball- und Tennisplätze. Das Gelände gehört zum Landschaftsschutzgebiet.

## Sehenswertes
- Milchmädchen-Denkmal
- Rolshover Hof
- Pestkreuz von 1666 an St. Joseph
- Notwasser-Pumpe Poller Hauptstraße
- Deutzer Friedhof in Poll
- Evangelische Kirche
- Wegekreuz Rolshover Straße
- Wegekreuz Rolshover Straße
- Rangierbahnhof Poll, alte Lokschuppen
- Fischerhäuser / Bauernhof Poller Hauptstraße
- Kulturpfad Poll
- „Stolpersteine“ Siegburger Straße zur Erinnerung an jüdische Mitbürger
- Alt Poller Wirtshaus Poller Hauptstr., ehemalige Poststation, mit Nubbel
- Historische Gaststätte Schlömer
- Historische Kreuzung Müllergasse/Maifischgasse
- Wirtshausschild „Zum Jaegerhof“
- Südbrücke
- Autobahnbrücke

- alter Poller Friedhof
- alte Fischerhäuser,

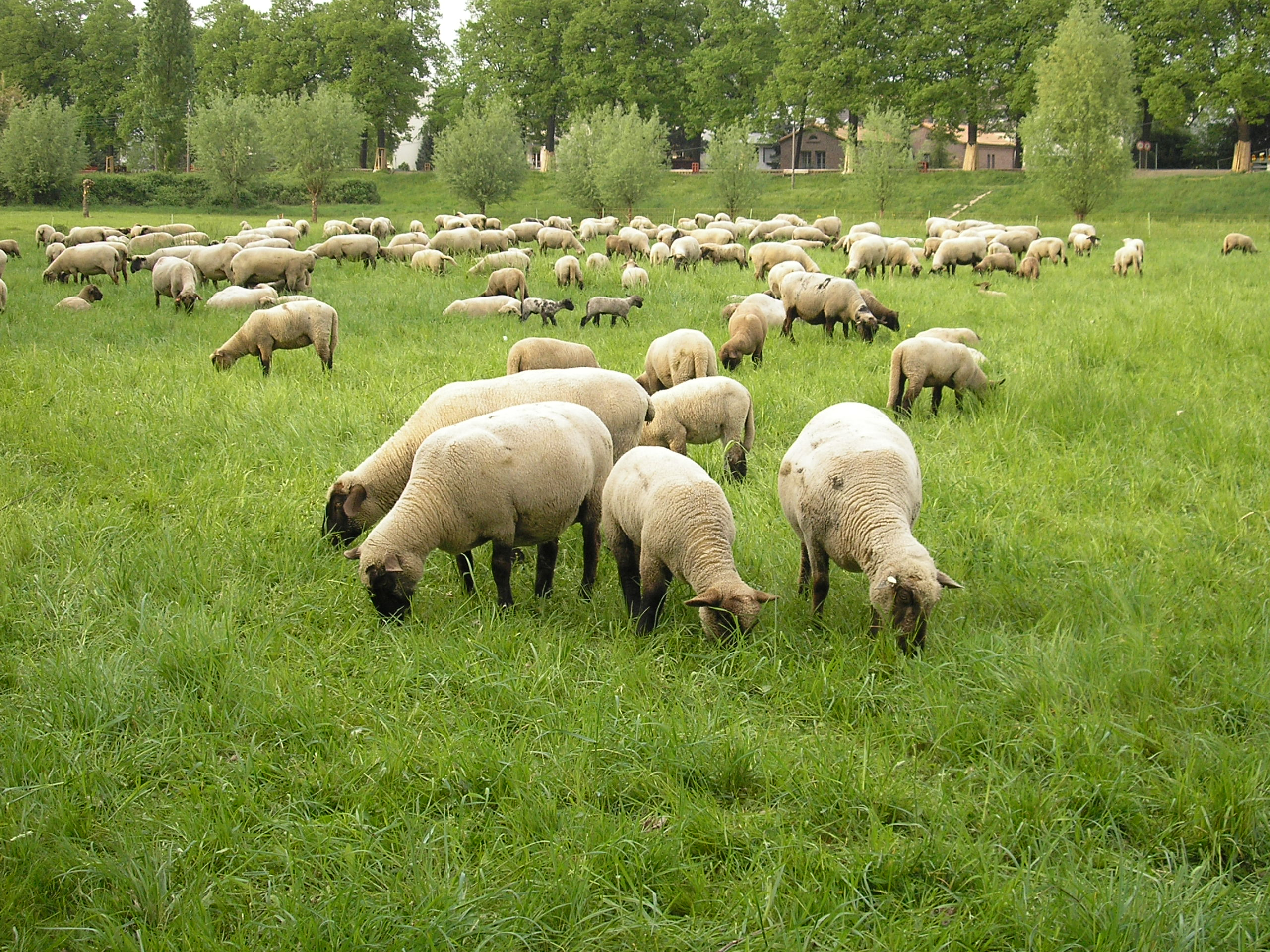
Idylle auf den Rheinwiesen in Poll

- alte Notwasserpumpe, Poller Hauptstr./Schulpfad
- Deutzer Friedhof
- erste Poller Schule, Müllergasse
- alte Poller Schule, Poller Hauptstr.
- Fernmeldeturm Pollonius (115 m)
- EU-Life-Maifisch-Informationstafel, Maifischgasse / Weidenweg
- Gaststätte Alt Poller Wirtshaus, einzige Gaststätte mit ehemaligem typischen Tanzsaal (Op de Läuv) auf der 1. Etage[63]
- Gaststätte Adler (als Jägerhof ehemaliges Poller Heimatmuseum)

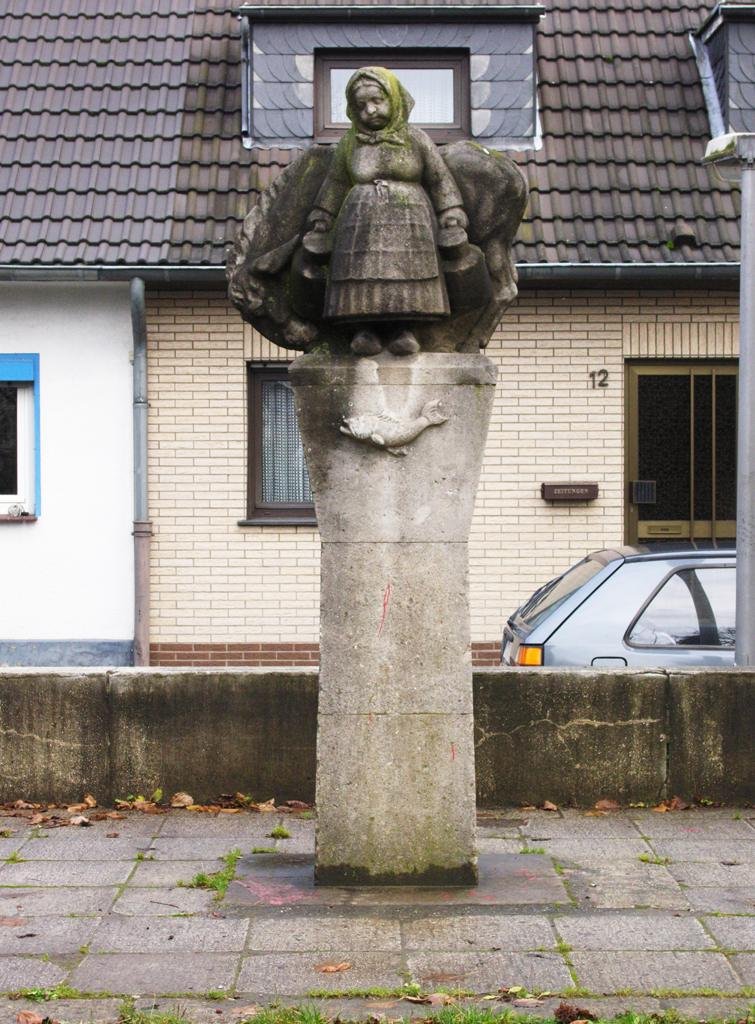
Milchmädchen-Denkmal
- Pestkreuz (1666)
- Poller Fischerhaus mit Bildern des historischen Fischerhauses
- Poller Wiesen
- Pfarrkirche St. Joseph
- Pfarrkirche Hl. Dreifaltigkeit
- Rodenkirchener Autobahnbrücke
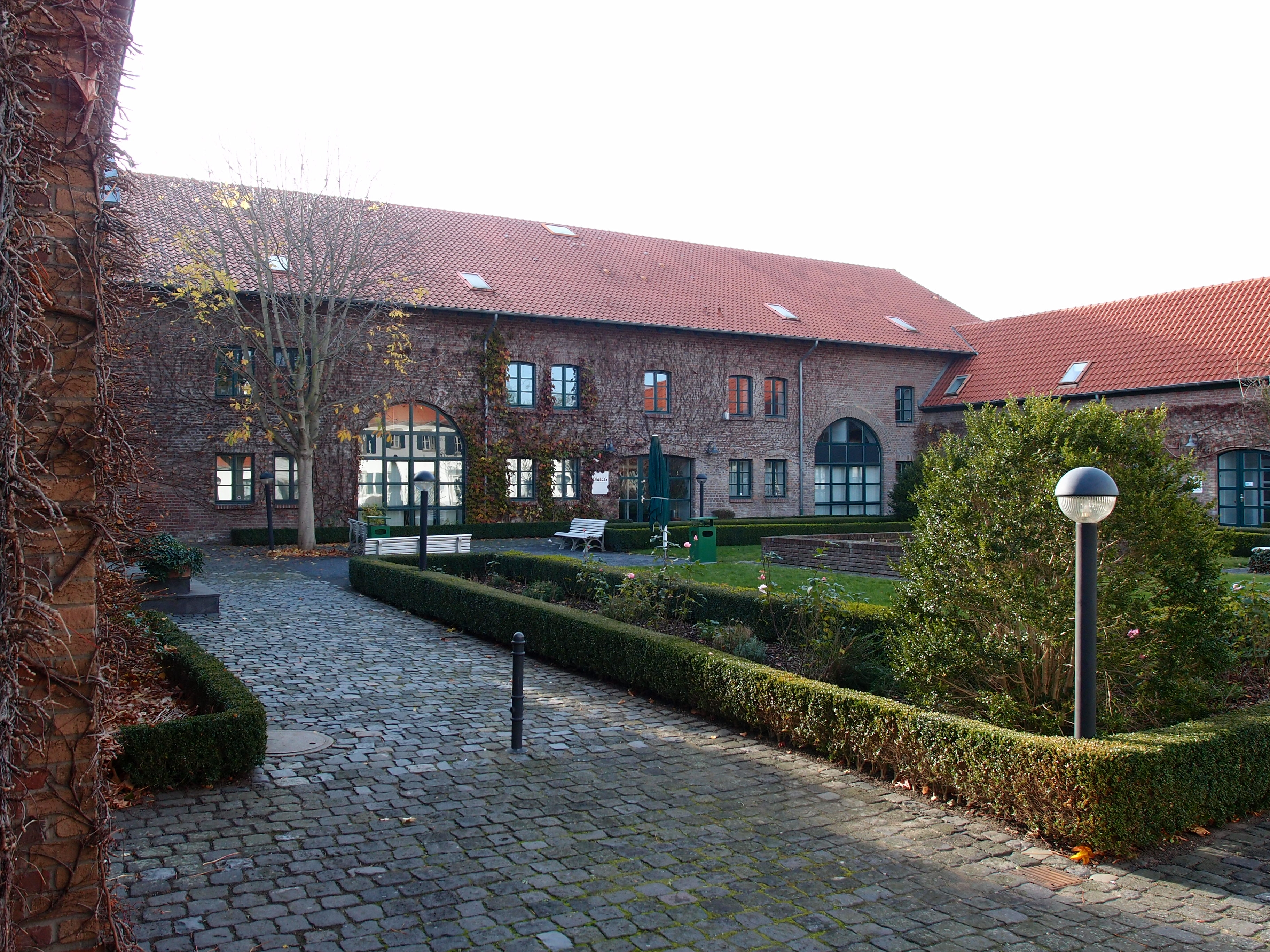
Rolshover Hof, historische Hofanlage, heute umgebaut als Ärztezentrum
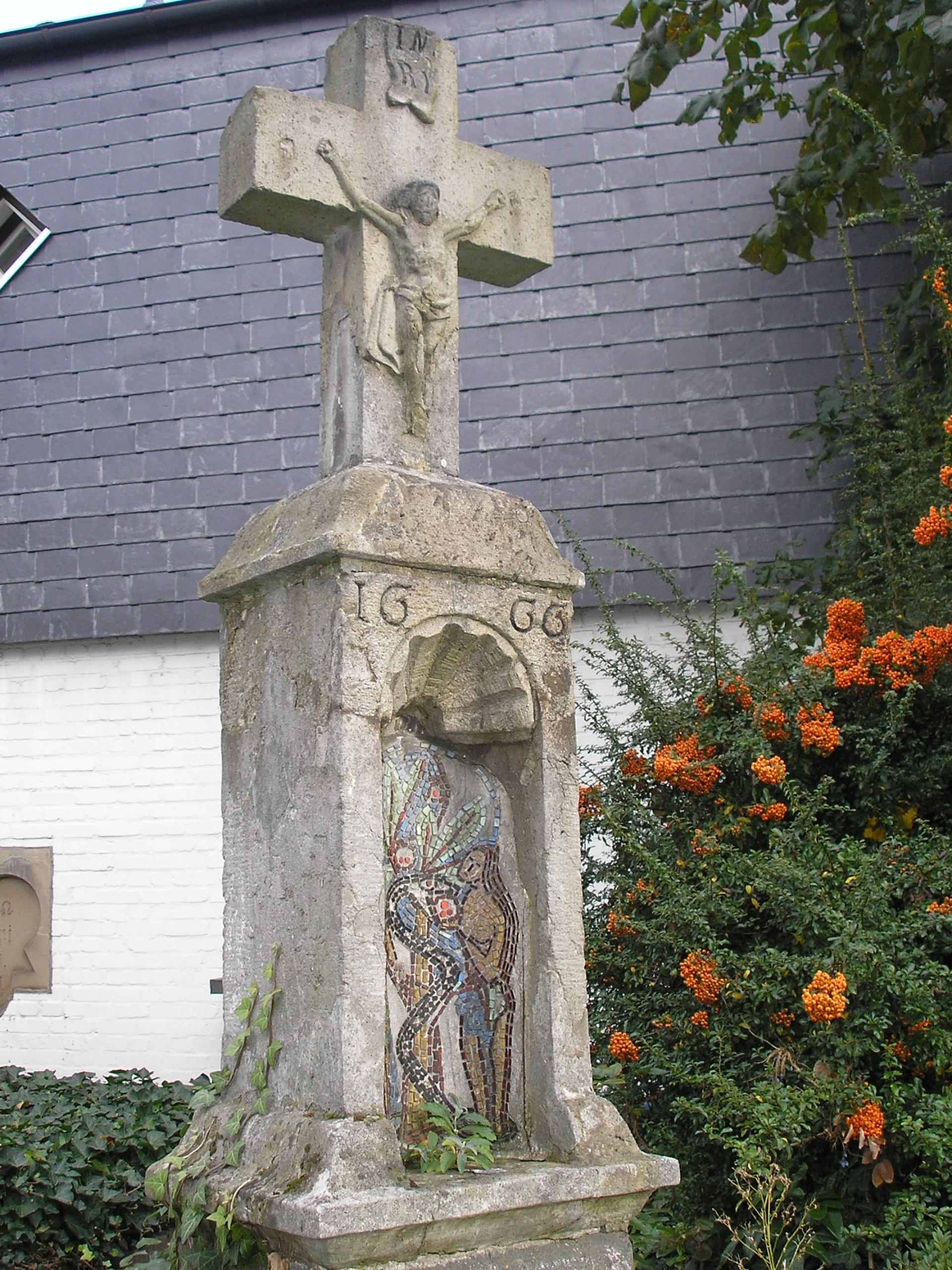
Pestkreuz von 1666 an St. Joseph
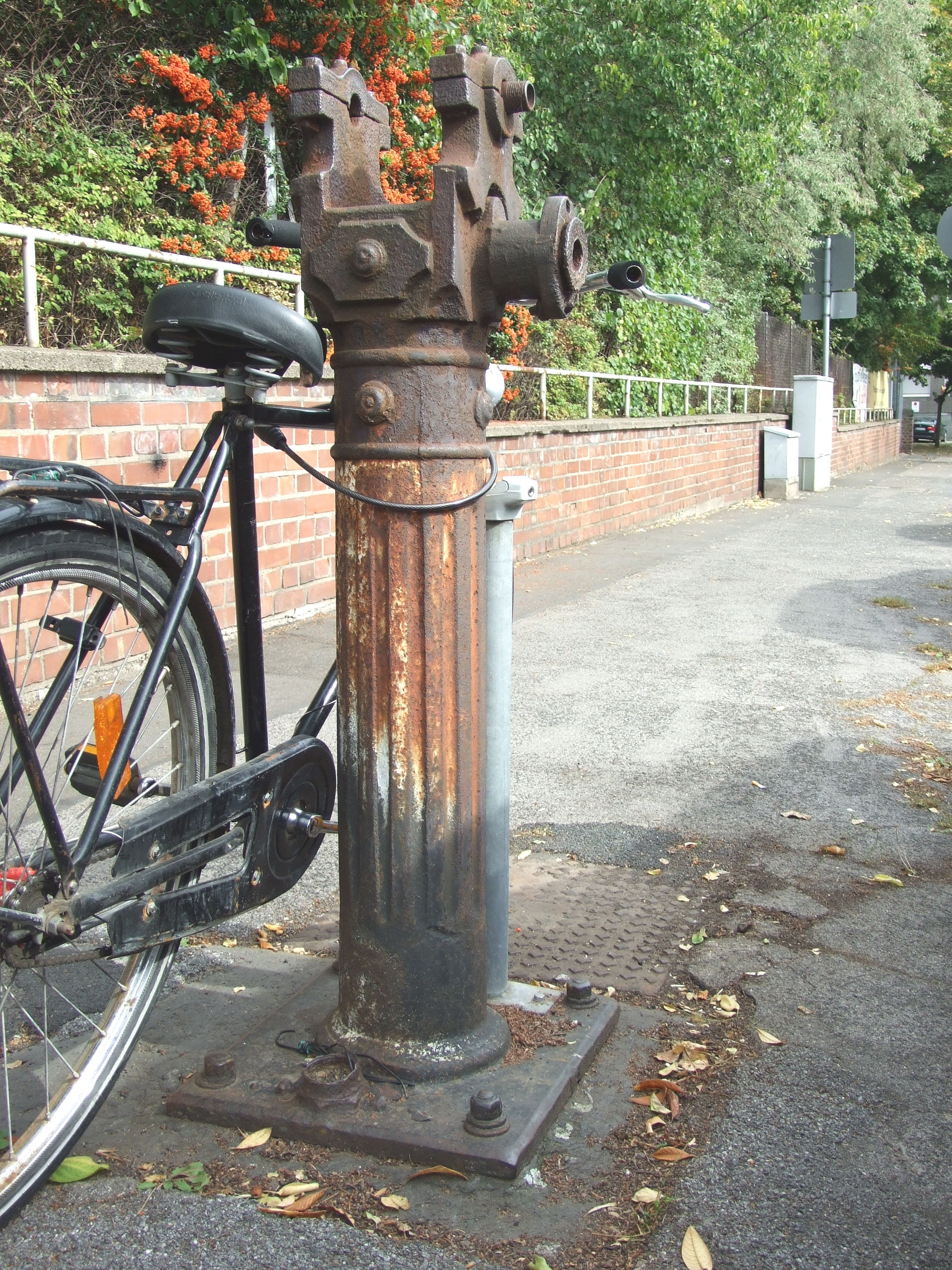
Notwasser-Pumpe Poller Hauptstraße
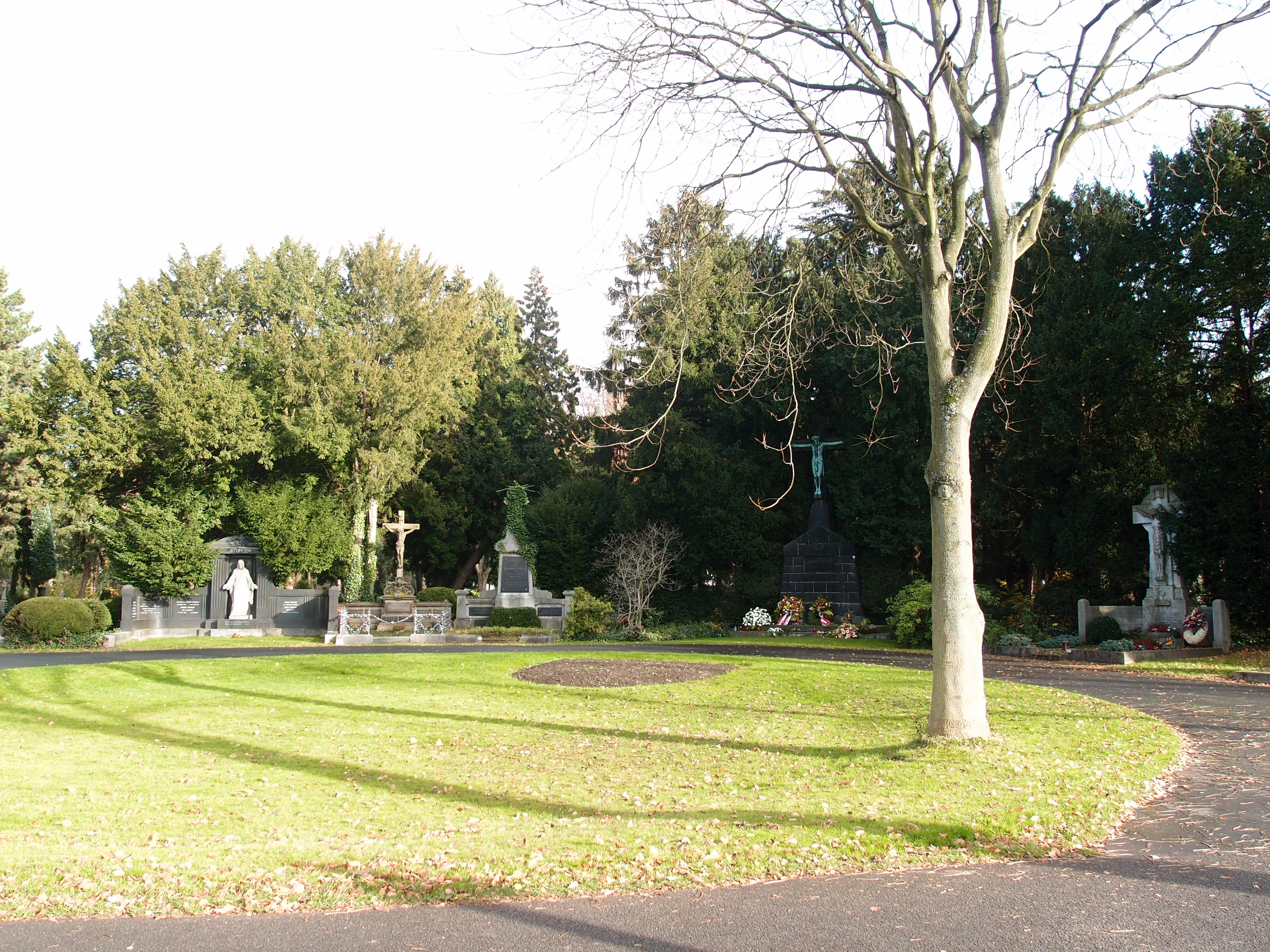
Deutzer Friedhof in Poll
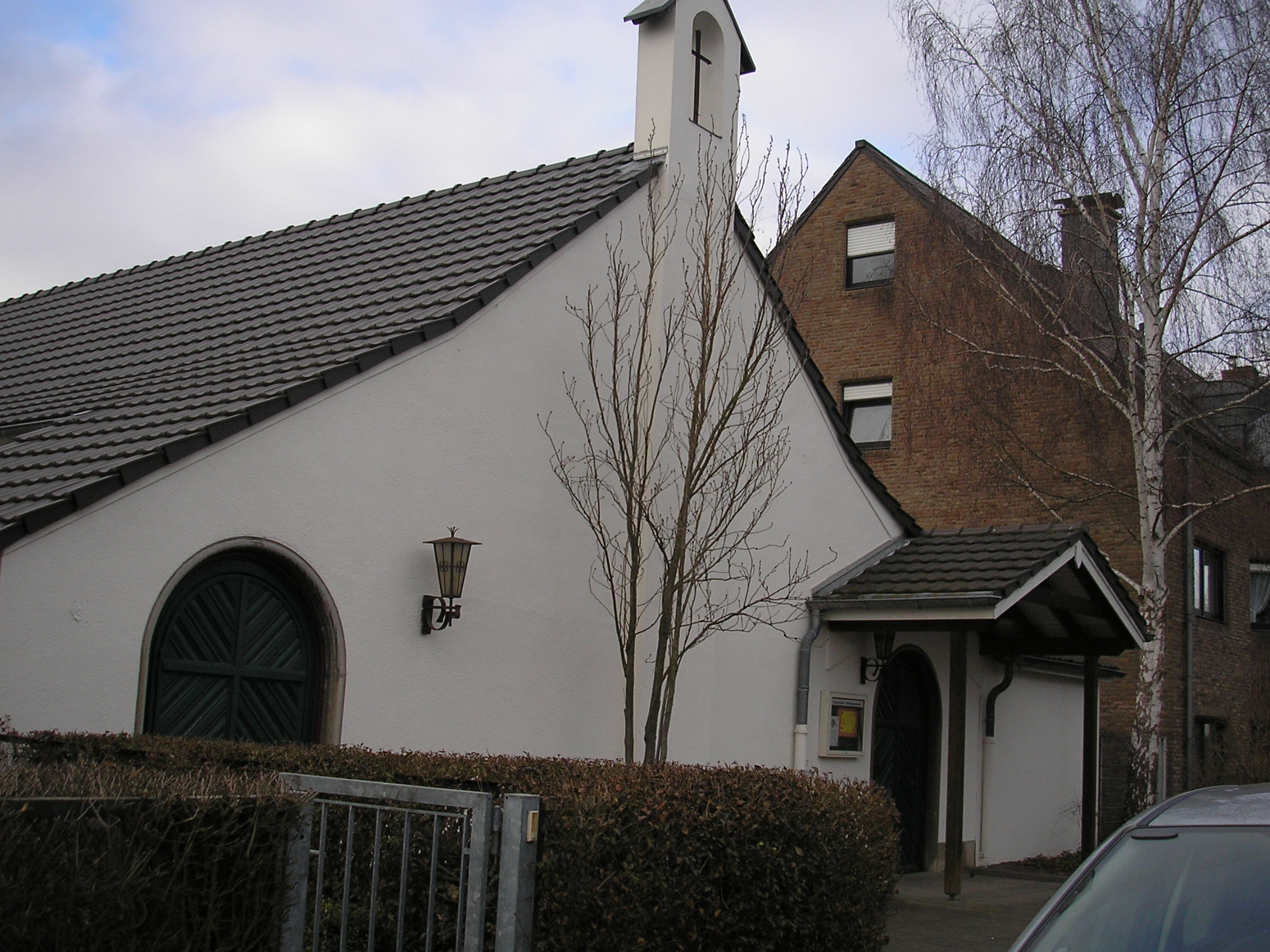
Evangelische Kirche
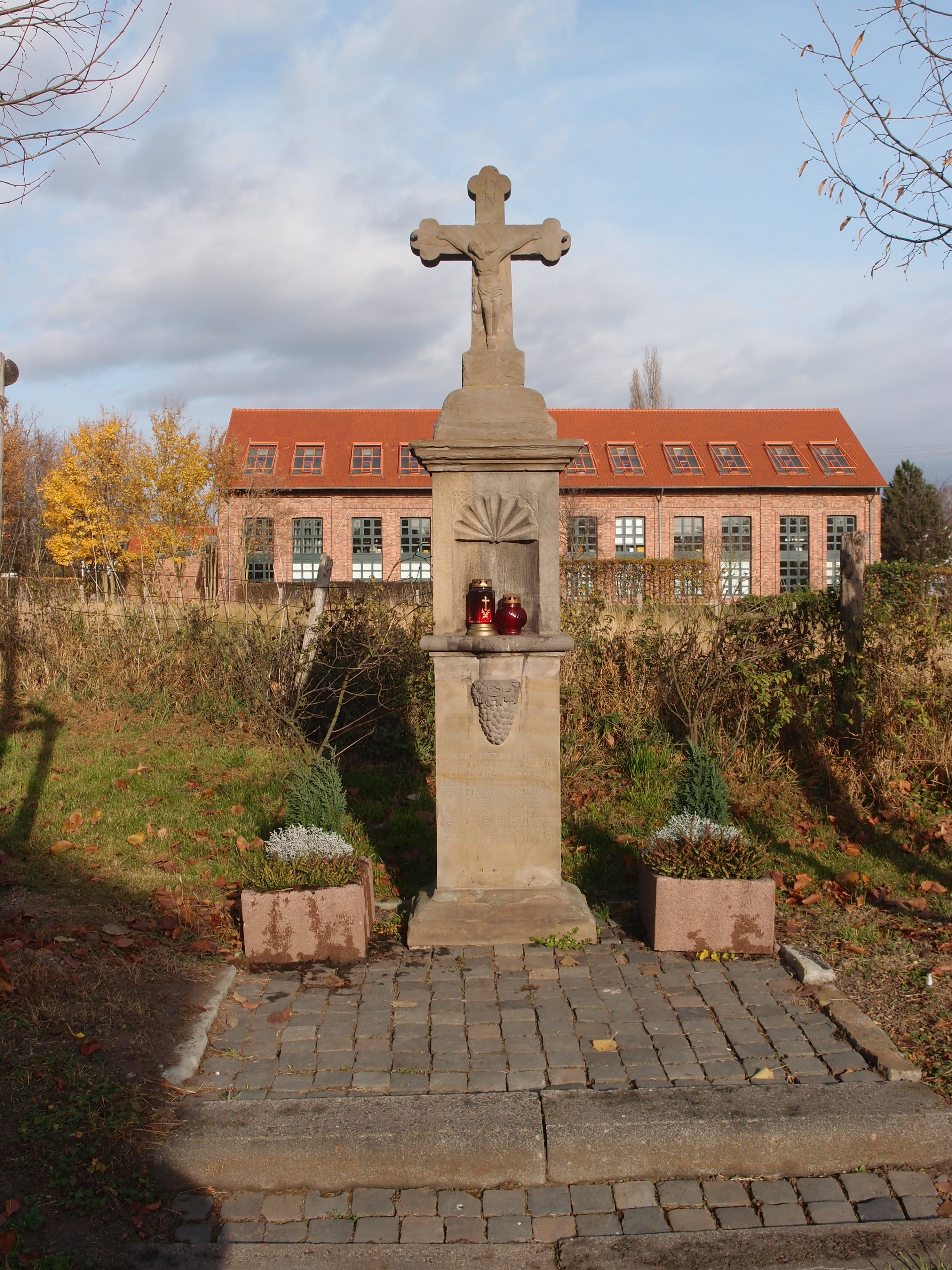
Wegekreuz Rolshover Straße
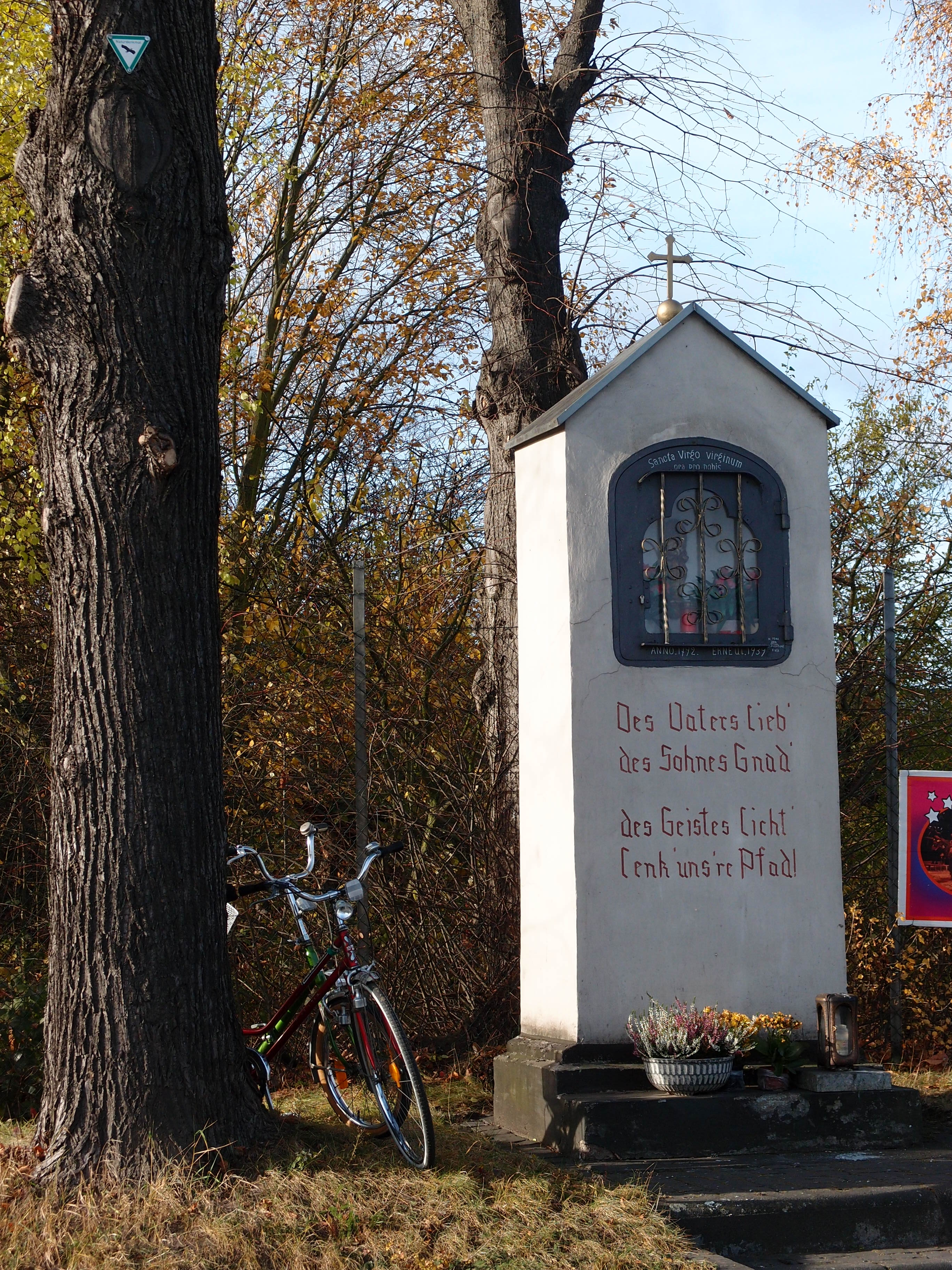
Wegekreuz Rolshover Straße
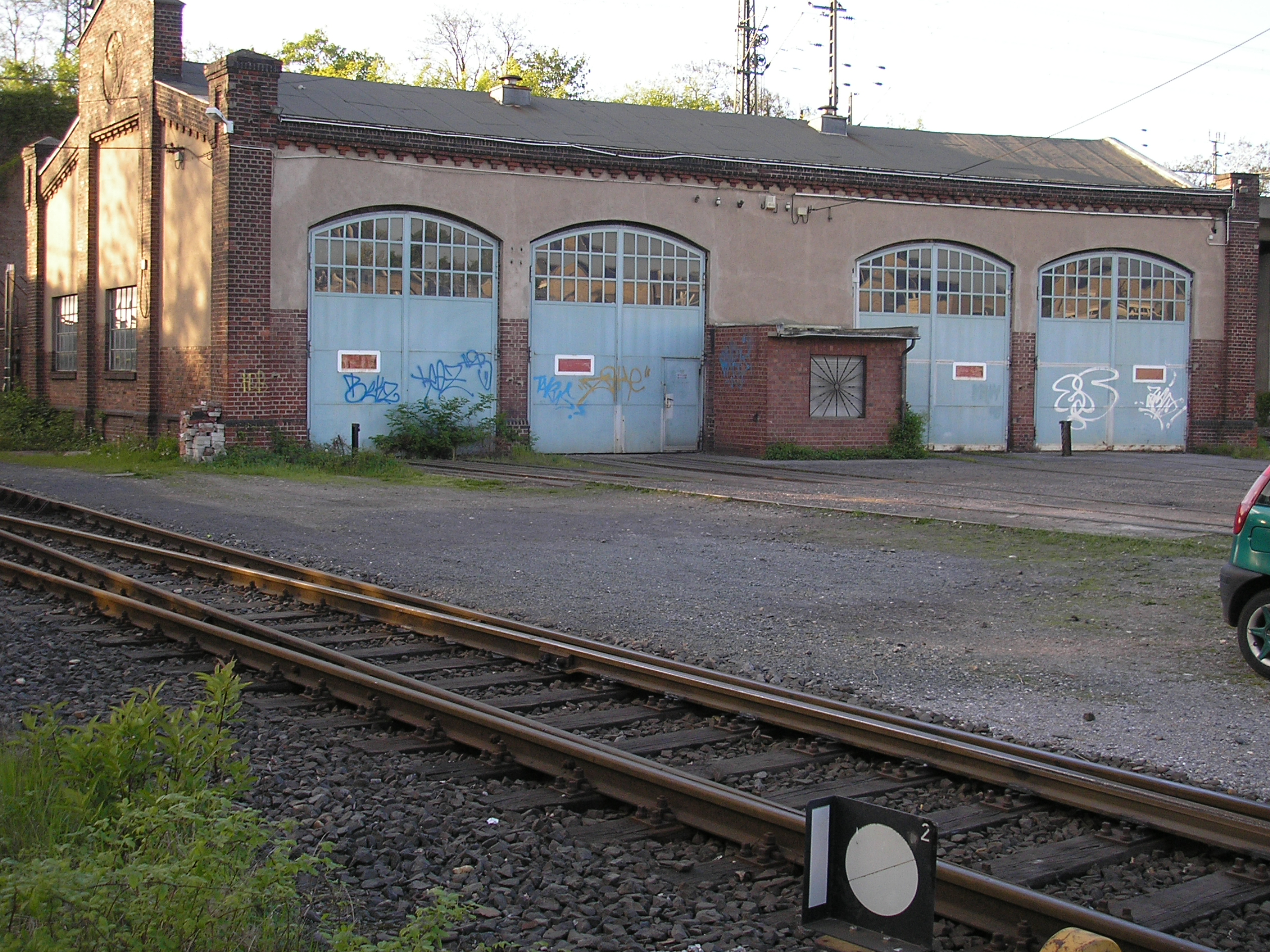
Rangierbahnhof Poll, alte Lokschuppen
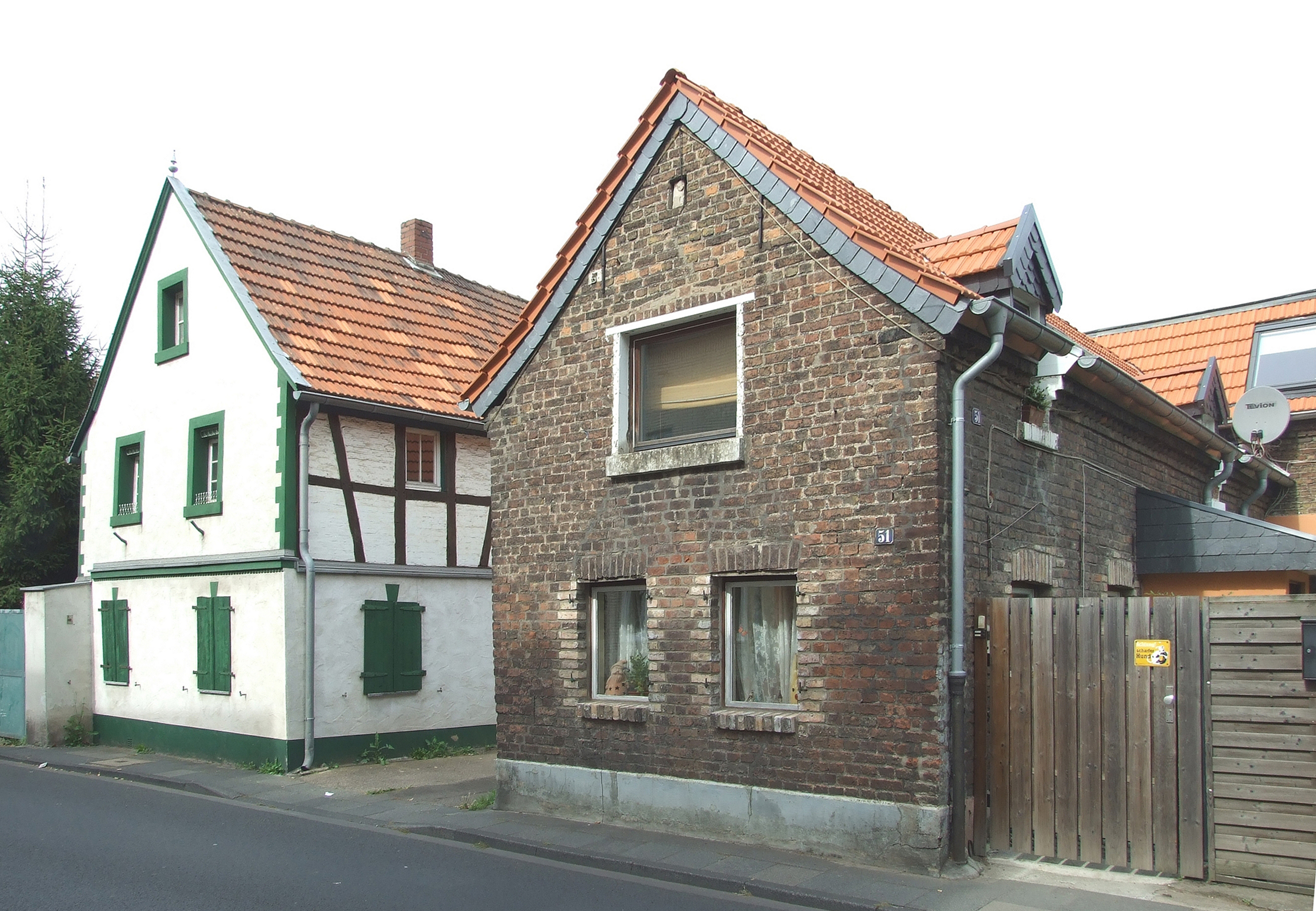
Fischerhäuser / Bauernhof Poller Hauptstraße
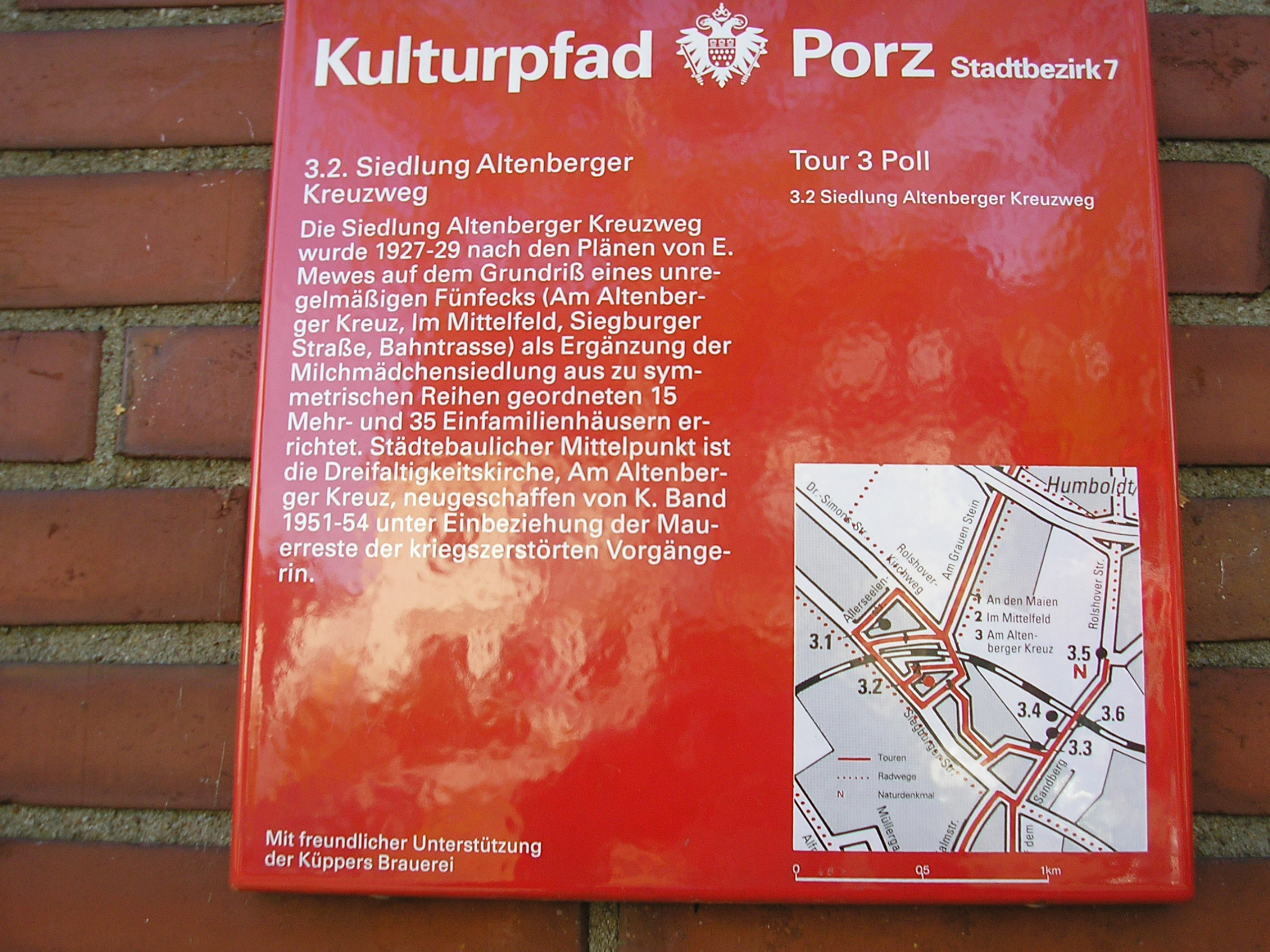
Kulturpfad Poll

- Rolshover Kreuz, Rolshover Str. / Auf dem Sandberg
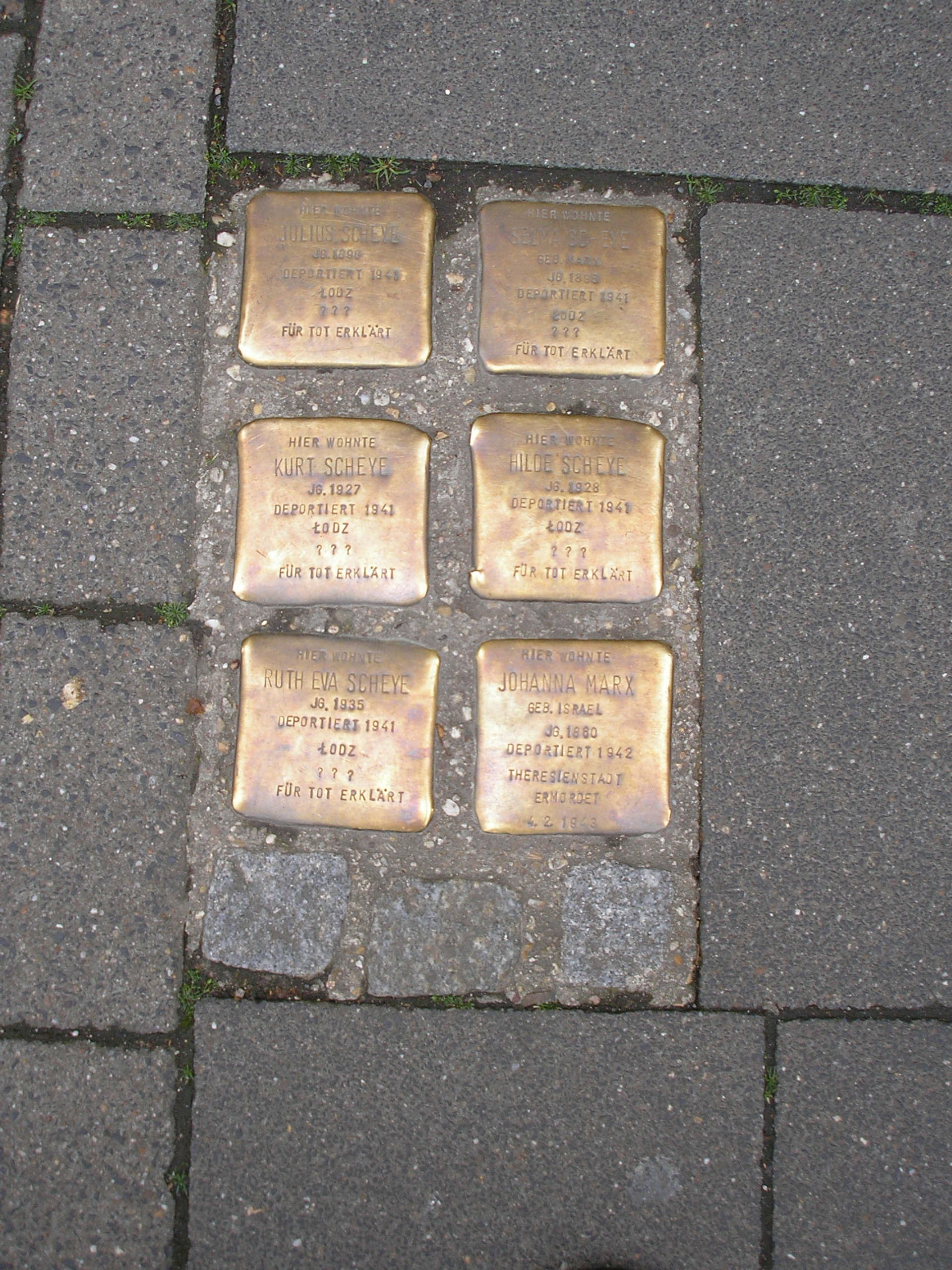
Stolpersteine, die an jüdische Mitbürger erinnern
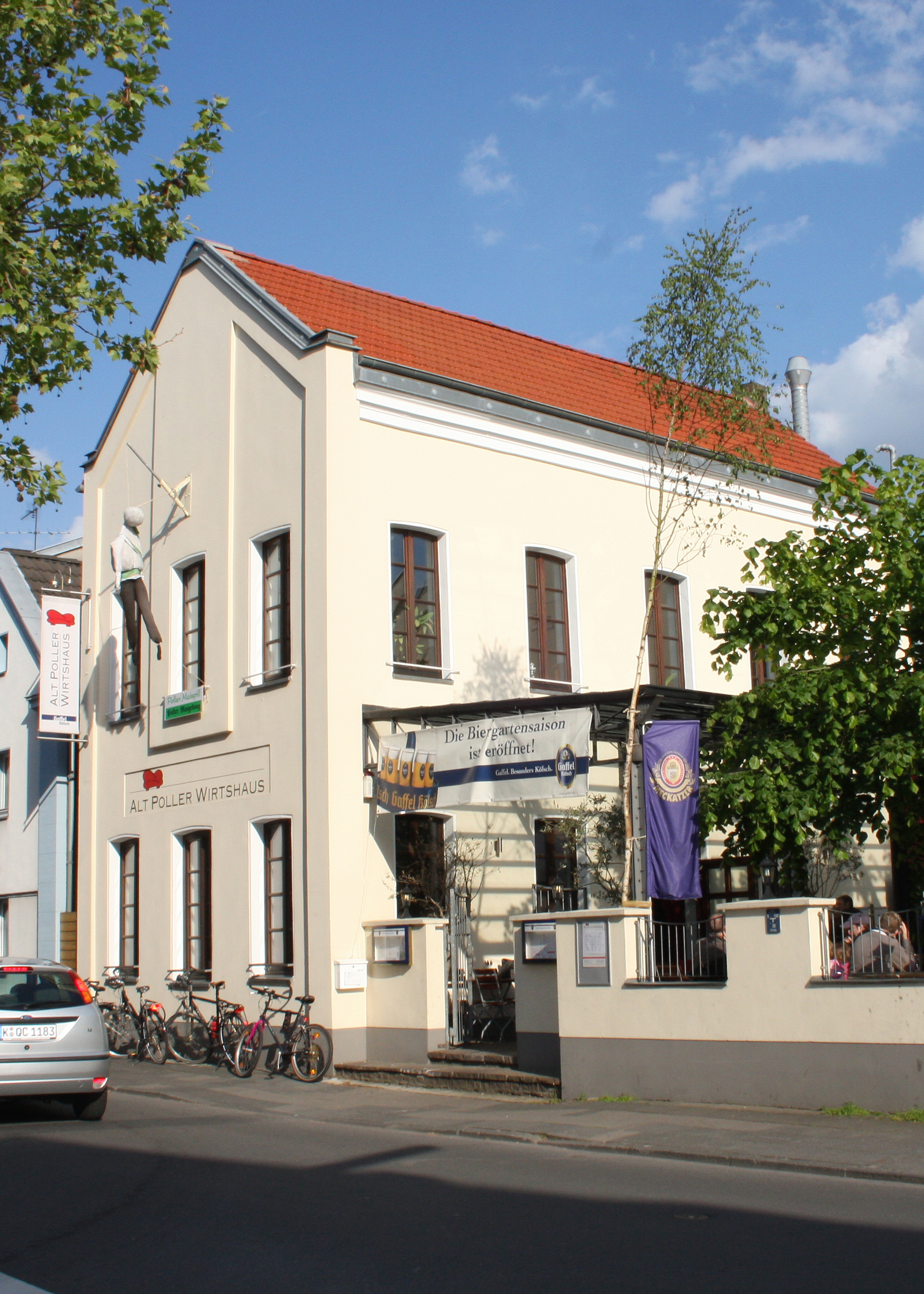
Alt Poller Wirtshaus Poller Hauptstr., ehemalige Poststation, mit Nubbel
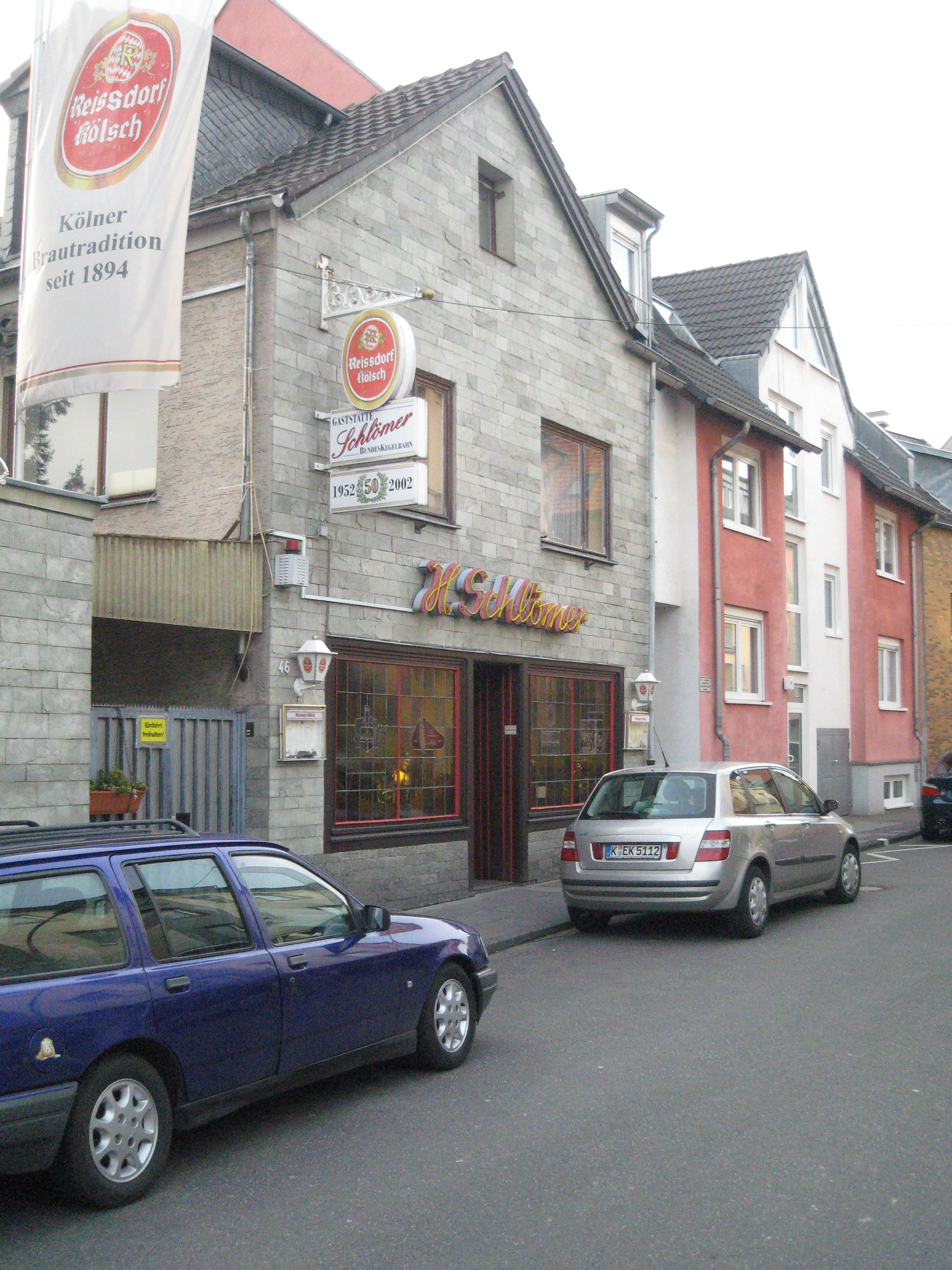
Historische Gaststätte Schlömer
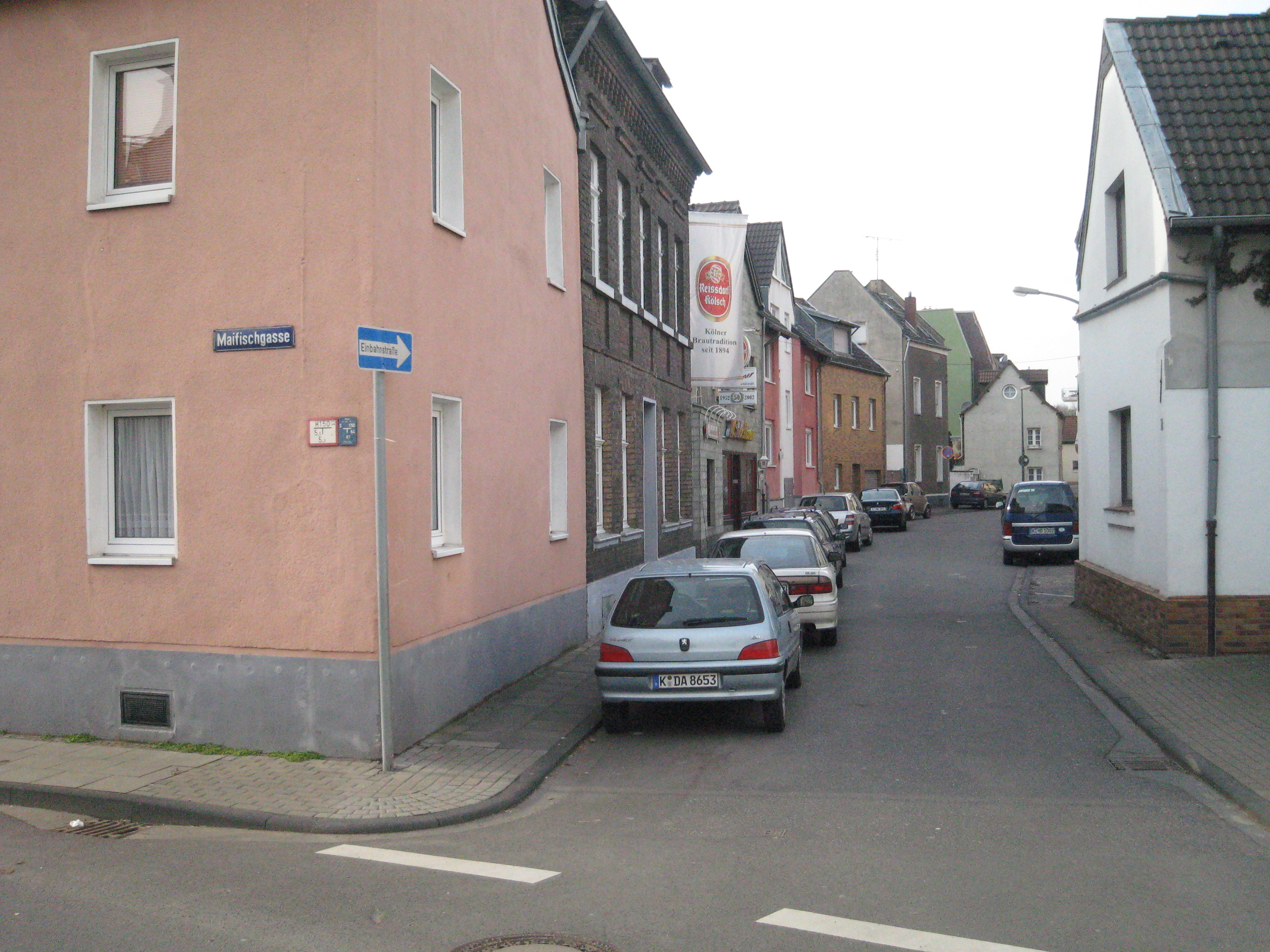
Historische Kreuzung Müllergasse/Maifischgasse
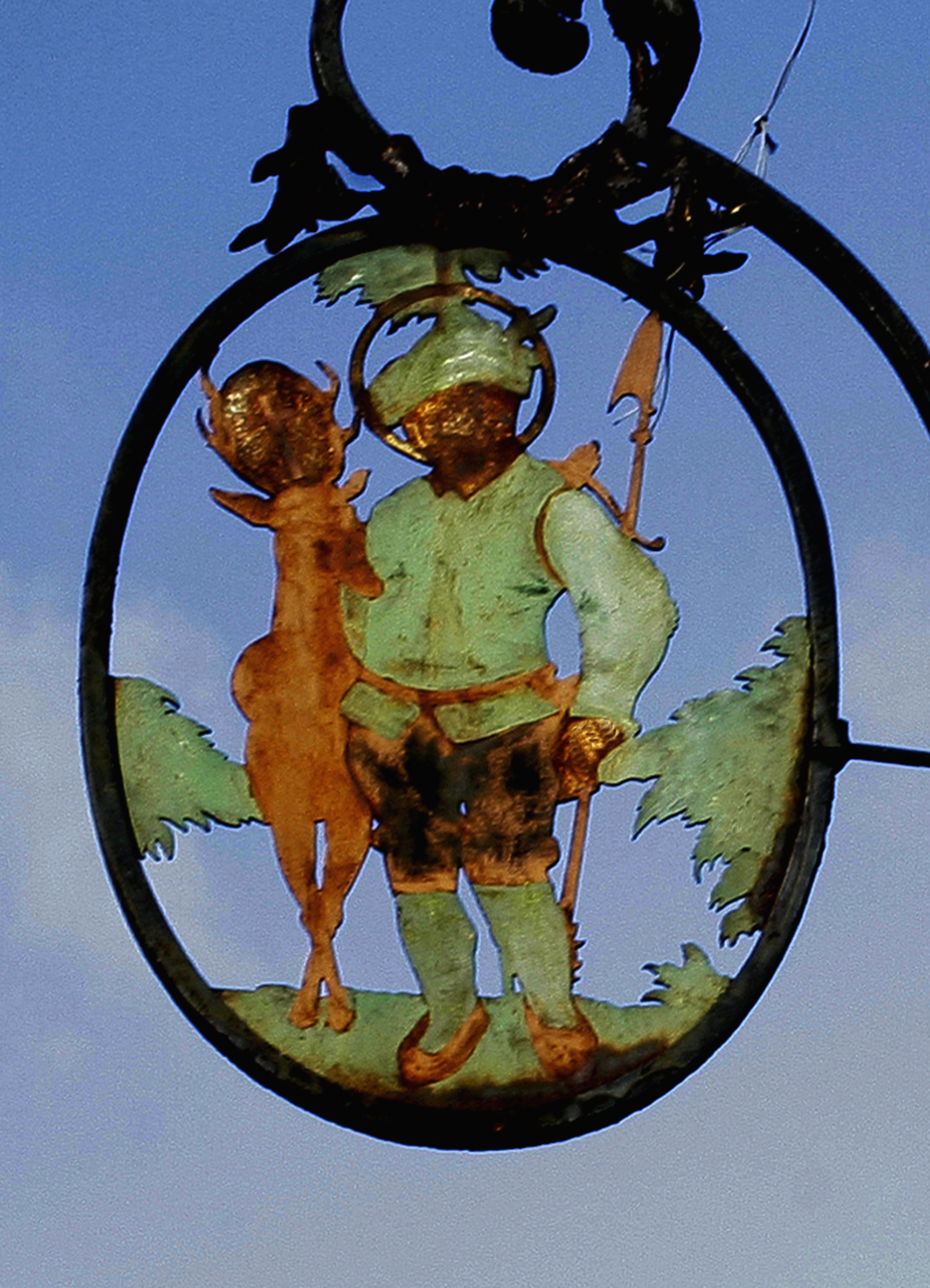
Wirtshausschild „Zum Jaegerhof“
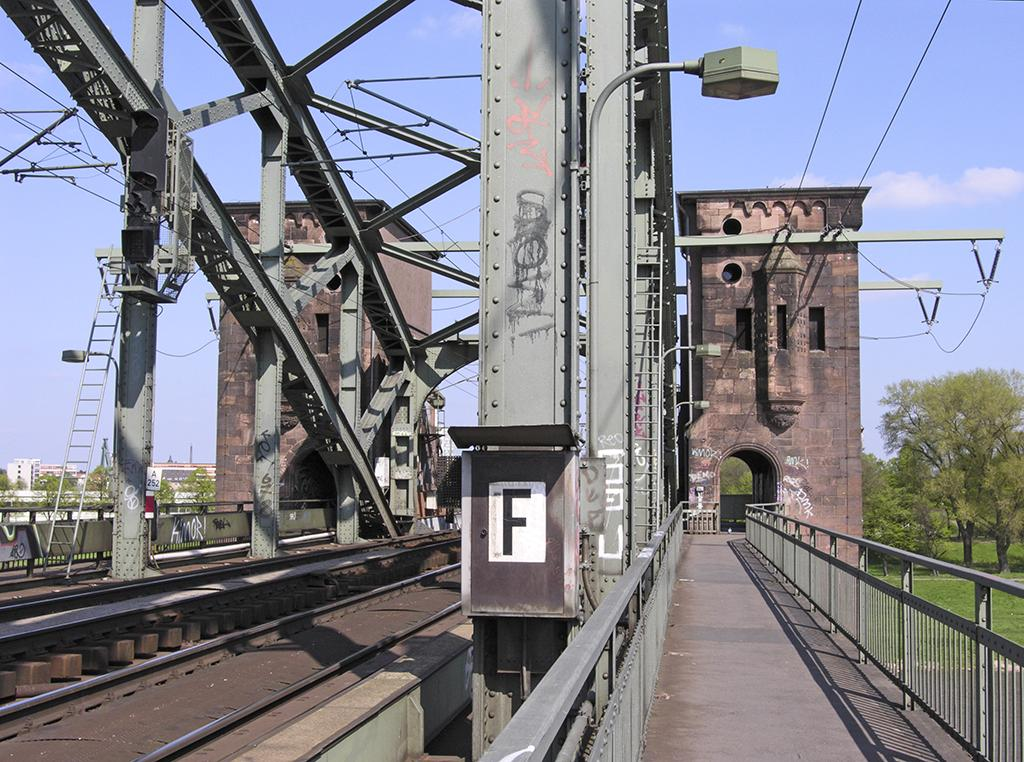
Südbrücke
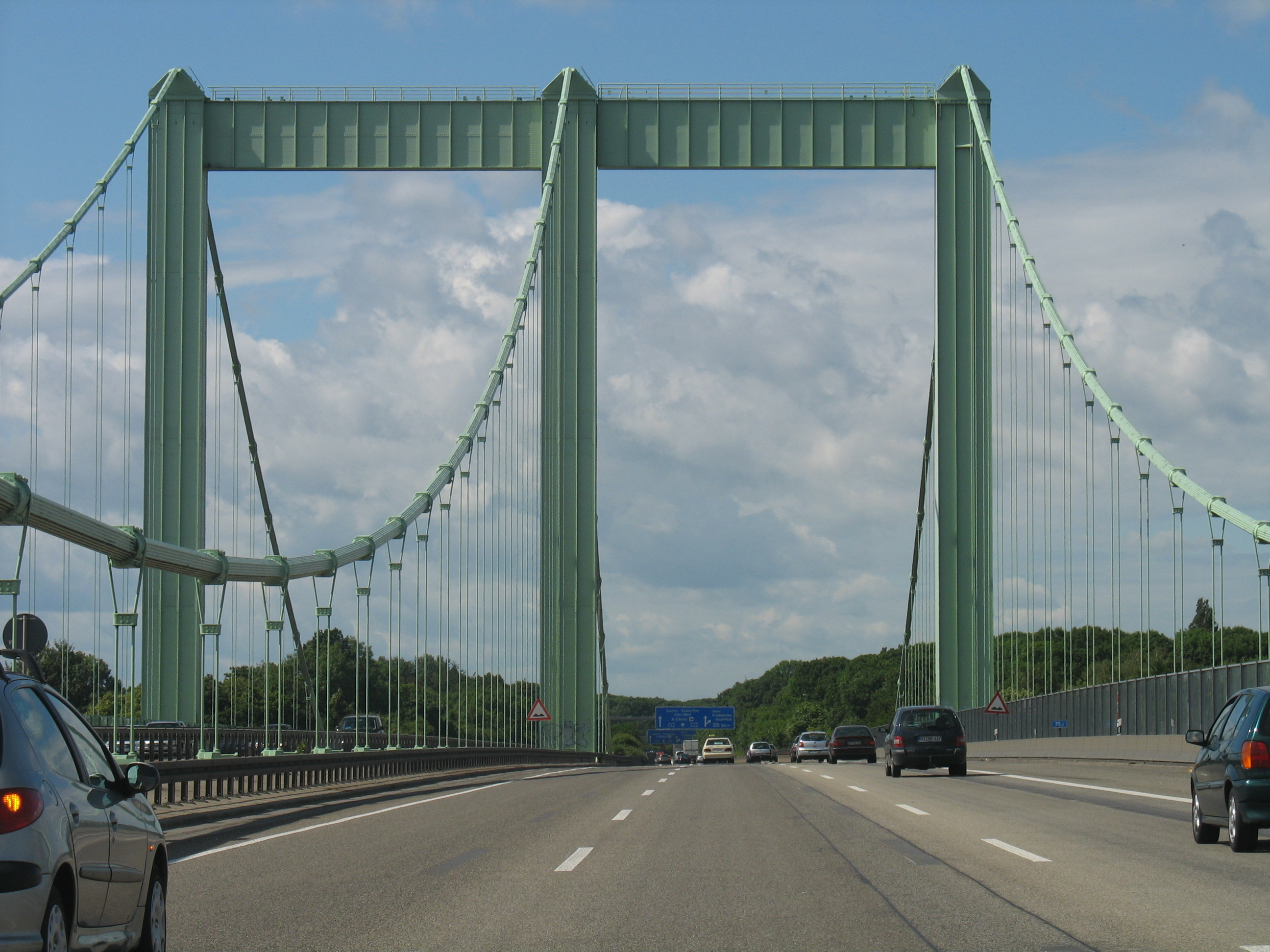
Autobahnbrücke

- Südbrücke, insbesondere Steinskulpturen und -Friese auf der anderen Rheinseite
- diverse Wohnsiedlungen
- TÜV-Rheinland-Hochhaus (122 m)

## Persönlichkeiten
- Peter Dedenbach (1875–1952), christlicher Gewerkschafter und Widerstandskämpfer gegen den Nationalsozialismus
- Wilhelm Florin (1894–1944), deutscher Politiker (KPD) und Widerstandskämpfer gegen den Nationalsozialismus
- Hermann Richarz (1907–1985), katholischer Priester und entschiedener Gegner des Nationalsozialismus
- Peter Florin (1921–2014), deutscher Diplomat (DDR)